# 制帽
制帽（せいぼう）は帽子の定義の一つであり、軍人の軍服や警察官・消防士・準軍事組織構成員・鉄道員・船員・航空機パイロット・警備員などの制服、学生の学生服、スポーツ選手のユニフォームなど、ある一定の集団や組織の所属者が着ることを目的に規定された制服の一部として、被ることが制式化された帽子を示す。旧日本軍や自衛隊などで正帽と呼ばれるものは制帽の一種。

## 定義
厳密には訓令・服制規則などにより制服の一部として着用が定められた帽子全てを制帽と呼ぶ。制帽という形の帽子はない。そのため、同じ集団内でも用途に応じてさまざまな形の帽子が制帽として定められることが多く、男性と女性で制帽のデザインが異なる場合も多い。鉄帽や安全帽などのヘルメットなども訓令などにより着用が定められたものなら制帽であると考えることができる。
逆に、たとえその集団の制服の意匠に限りなく同一にデザインされた帽子や、その集団の部署単位や個々人レベルが作業の必要に応じて用意し、服務中に被っている帽子だったとしても、制式として規定されていない帽子は制帽には該当しないことにもなる。日本の自衛隊で各駐屯地や部隊単位で独自に製造販売され、様々な場で隊員たちがよく被るアポロキャップ（野球帽）型の部隊識別帽などが、このような制帽ではない帽子に該当する。また、現在はアメリカ軍の制帽として規定されているブーニーハット（en:Boonie_hat）も、元々はベトナム戦争期に戦地での必要性から兵士が個々人で用意して被った私物の帽子が起源である。
なお、日本ではごく一般的には制帽と言って連想される帽子としては、軍人や警察官などが被る官帽や、男子学生が被る学生帽などが挙げられる場合もあり、これらの帽子がそのまま制帽と呼称される場合もある。
また、制帽に付けられる記章（徽章）は帽章と称される。これは服制でデザインや材質、大きさなどが厳密に定められていることが多いが、時には記章類が一切付かない制帽も存在する。その他、特に戦闘帽や作業帽では現場レベルの判断で部隊章や階級章などが規程を無視して取り付けられ、黙認される例も多い（アポロキャップなどの場合は、帽章に相当するマークや模様が最初から刺繍もしくはプリントされていることも多々ある）。

## 制帽の意義
制帽を制定する意義は、制服の場合と同じく組織内部の人間と組織外部の人間、組織内の序列・職能・所属などを明確に区別できるようにすることである。また、同じ制帽を被る者同士の連帯感を強めたり、自尊心や規律、忠誠心を高める効果が期待される場合もある。格好良い制帽やかわいい制帽は人にあこがれを抱かせ、その制帽を被りたい（転じて、その職種に就きたい・その組織に入りたい）という願望をもたせ、人材確保に一役買うこともある。
制帽には職務にあった機能性が求められる。例えば軍隊では儀礼用には豪奢な装飾を施したシャコー帽等が用いられ、通常の服務中は階級や職能を区分するための意匠が施された官帽が用いられる。そして野外作業や戦闘中には官帽と同様の識別性を持ちながらも、より必要な機能性に特化した作業帽や略帽といった制帽が制定される。
逆に学生服やスポーツのユニフォームなど、軍隊や警察、消防ほど機能性の細分化が求められない制服の制帽は、単一のものを制定するのみで済ませられる場合もある。
インド軍では通常の制帽の他、シク教徒用に「制式ターバン」が設定されている。

## 略帽
略帽（りゃくぼう）は略式制帽（りゃくしきせいぼう）とも呼ばれる制帽の一種で、名前の通り広義には何らかの目的で装飾や意匠を簡略化した制帽全般を示す。
特定の作業用に機能性を重視して規定された制服は作業服と呼ばれ、制服と区別されることもある。作業服に合わせて制定される機能性に優れた構造の帽子が作業帽と呼ばれるが、作業帽はあくまで特定作業時にのみ被るものとされ、服務規程上の特記がない限りは接客・儀礼時には着用が許されない場合が多い。
一方略帽は作業帽に似た利便性と機能性を持ちながらも、作業帽とは異なり簡略化された制帽として正規の制帽（主に官帽である場合が多い）と同様の所属・階級の識別性などを有している場合が多いため、接客・儀礼時にも着用が許される場合が多い。
このように、略帽は正規の儀礼でも用いられる格式を与えながらも、製造に掛かるコストや物資が儀礼帽や官帽よりも節約できるため、特に戦時体制下では略帽を大量生産して着用を奨励することで、結果的に正式制帽の官帽をほぼ被らなくなることもある。アメリカ軍ではギャリソンキャップが略帽の代表格である。アメリカのギャリソンキャップは占領軍がよく被っていたため、日本人にとっては米軍の象徴のような印象がある帽子である。ドイツ国防軍やナチス親衛隊では野戦帽(Feldmütze)が略帽だった。第二次世界大戦後期には統一規格野戦帽(Einheitsfeldmütze)という全軍共通のバイザー付きの物も登場している。日本で一般的に略帽として連想される帽子は旧日本軍で略帽として制定された戦斗帽（戦闘帽）と呼ばれる様式のものが多く、それがそのまま略帽と呼ばれる場合もある。

## ギャラリー

### 米軍

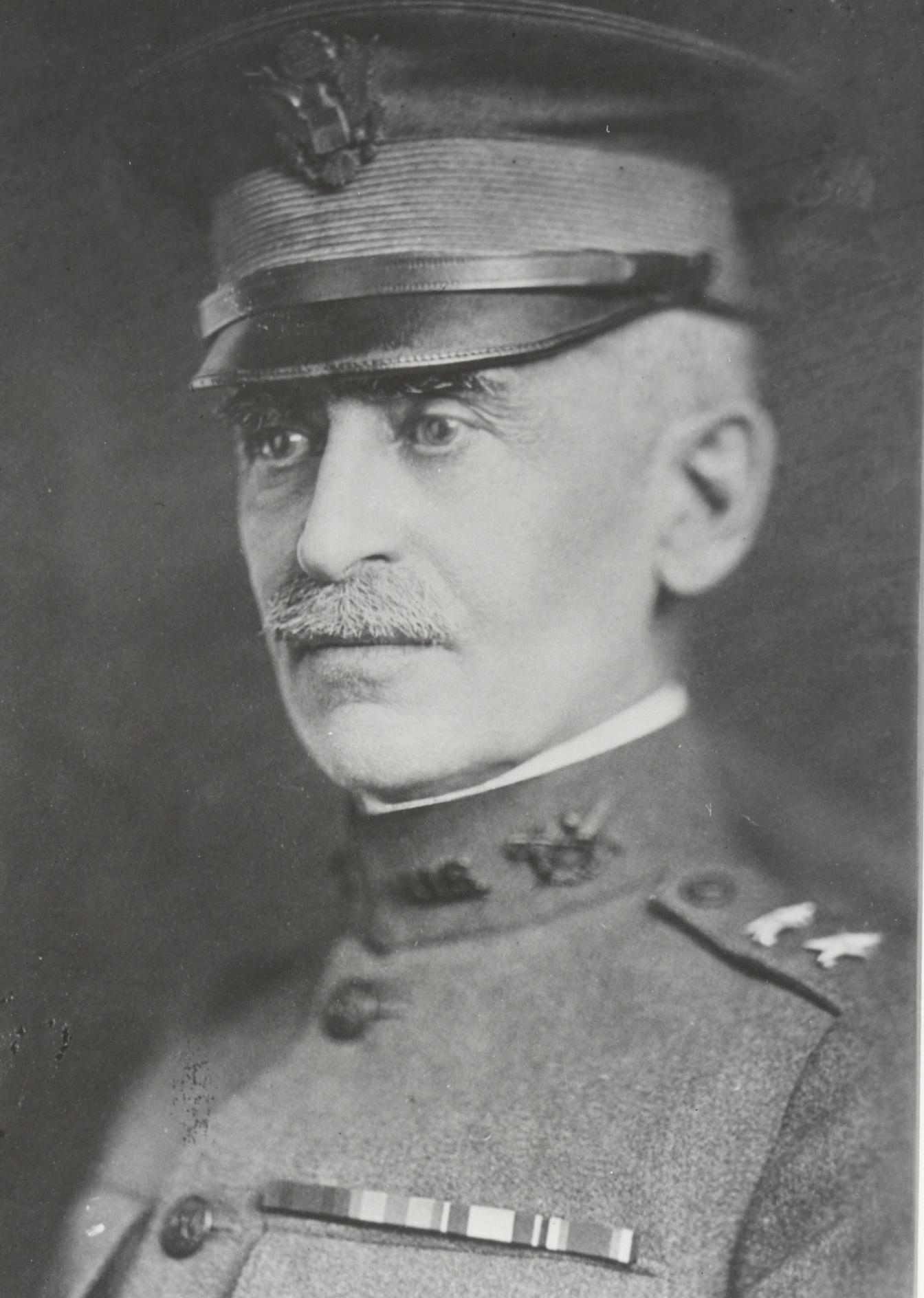
制帽を被るエノク・クラウダー（英語版）陸軍少将（1917年）
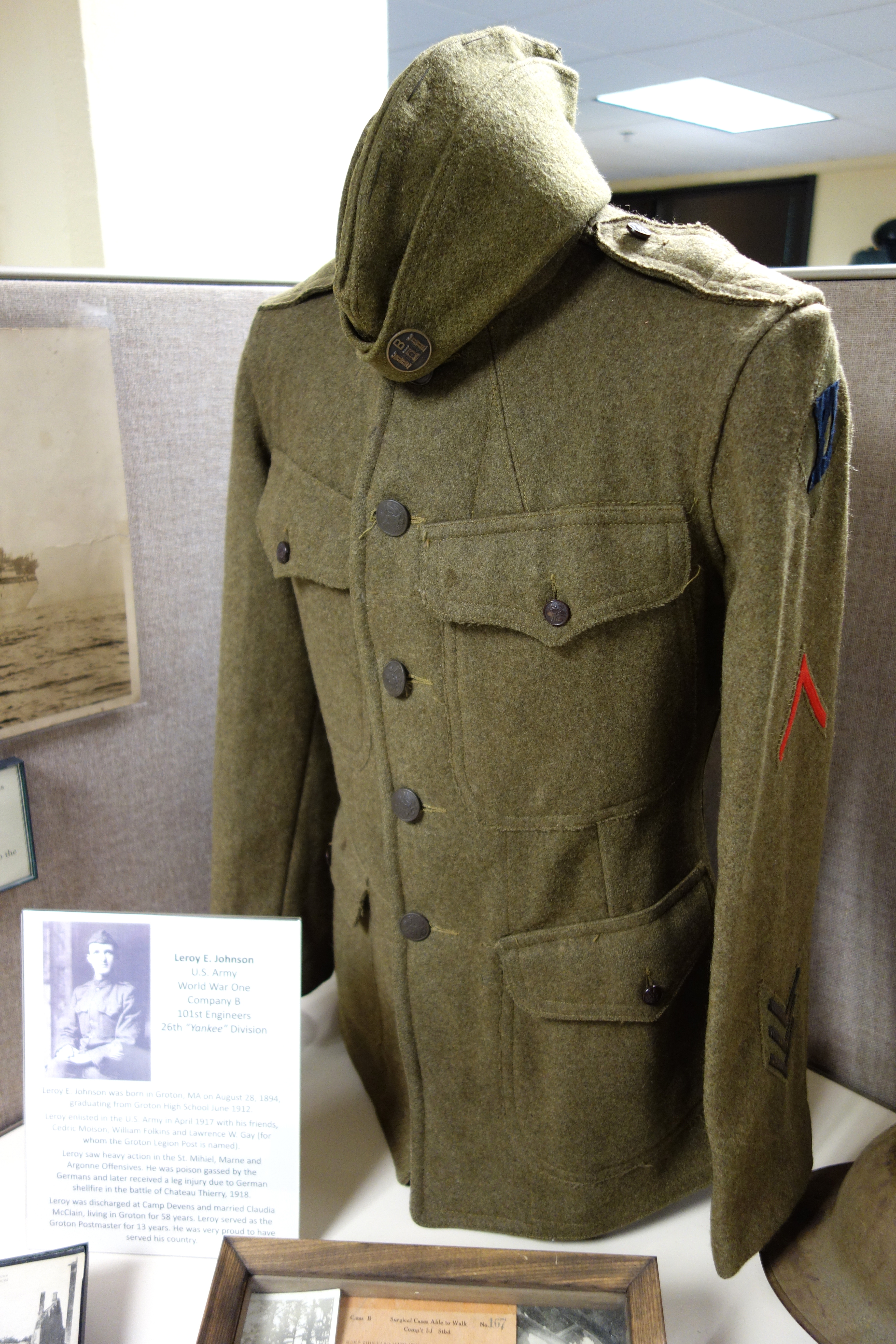
第一次世界大戦で使用されたオーバーシーズキャップ
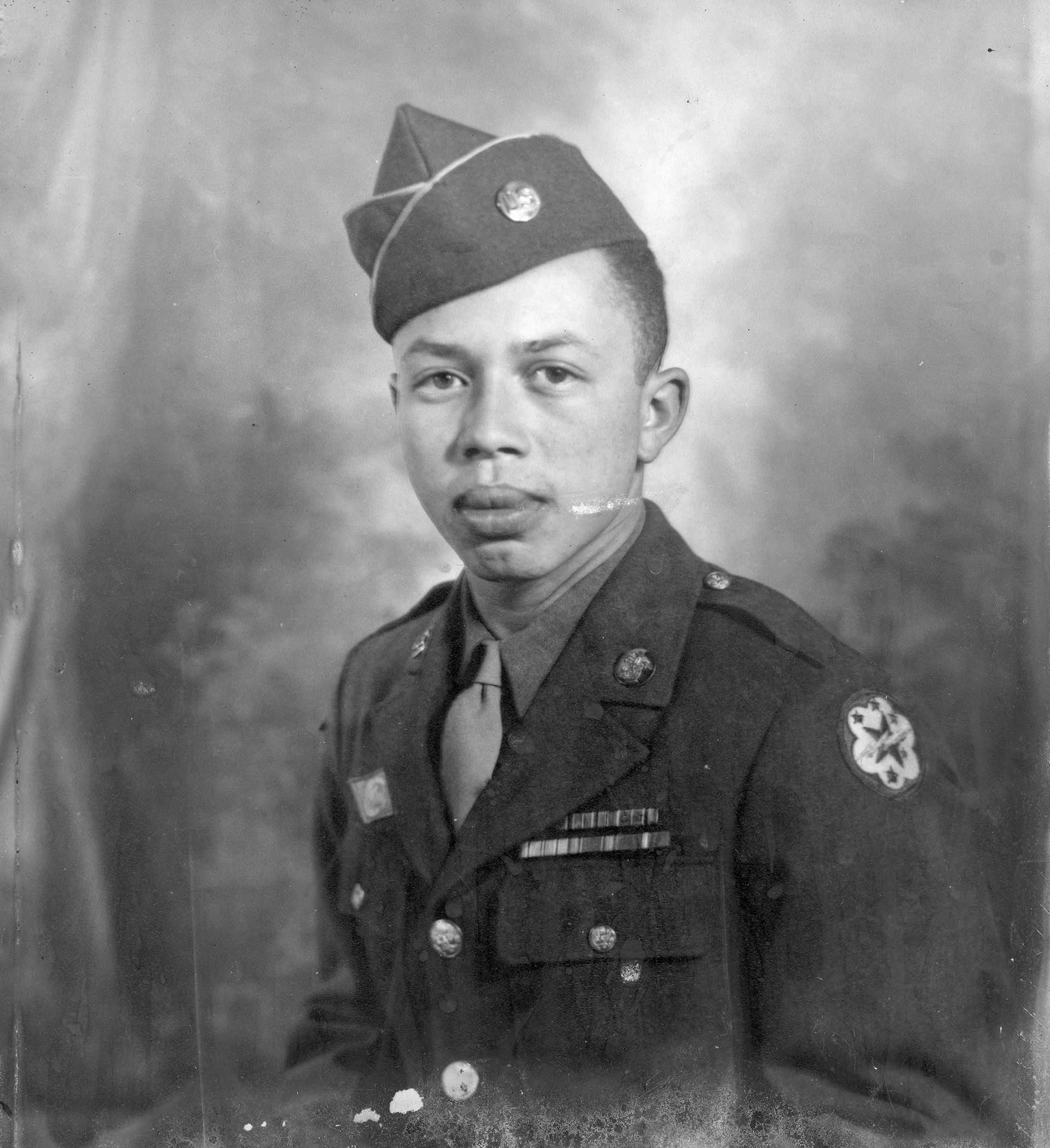
ギャリソンキャップを被るエモリー・エマーソン（1940年頃）
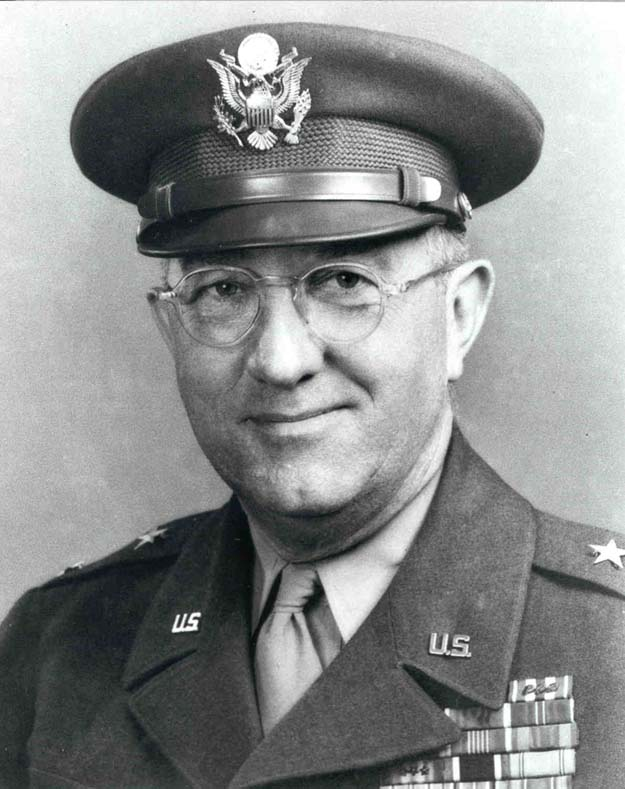
制帽を被るケネス・F・クレイマー陸軍少将（1949年）
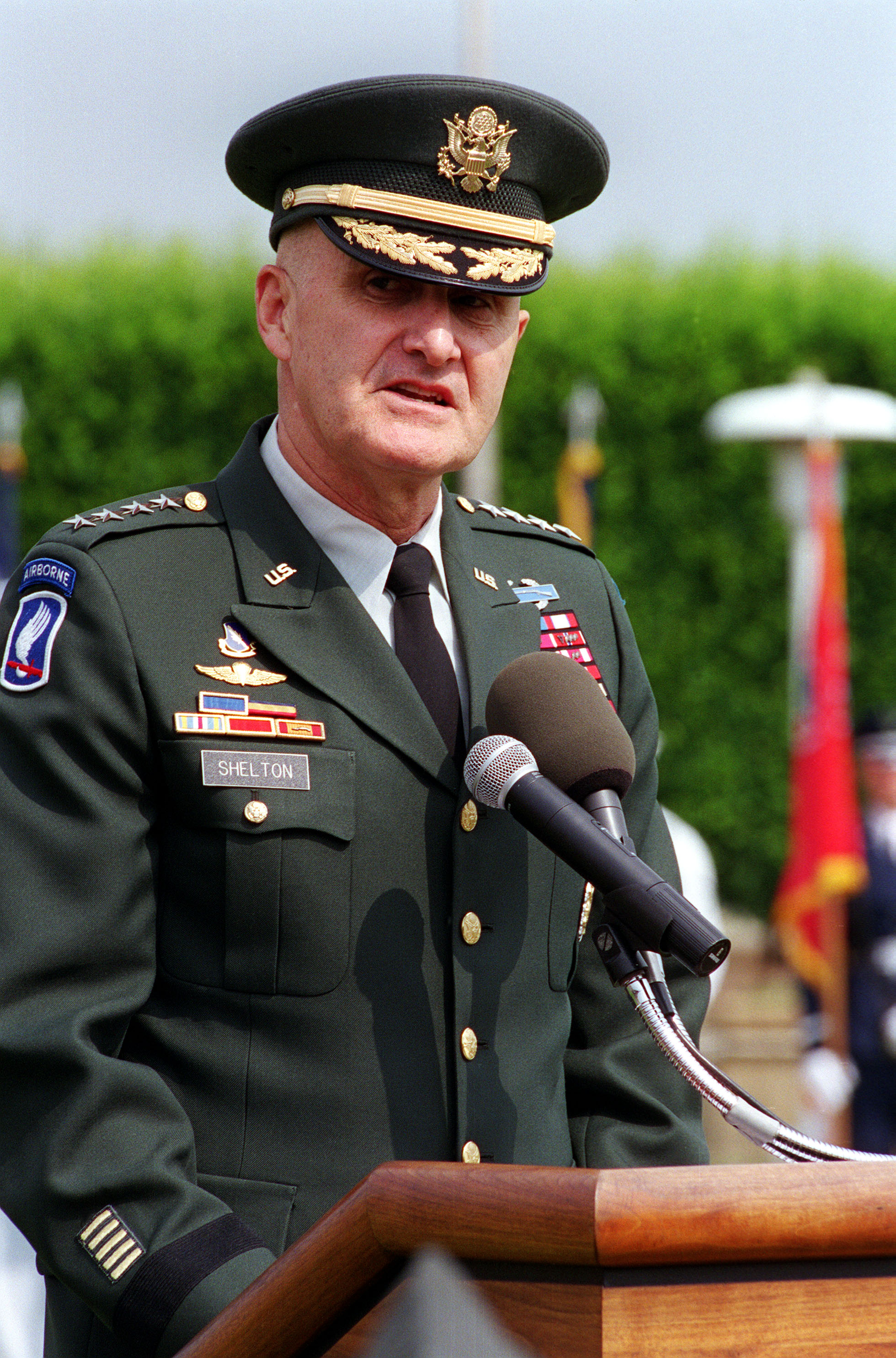
制帽のヒュー・シェルトン（英語版）（2000年）
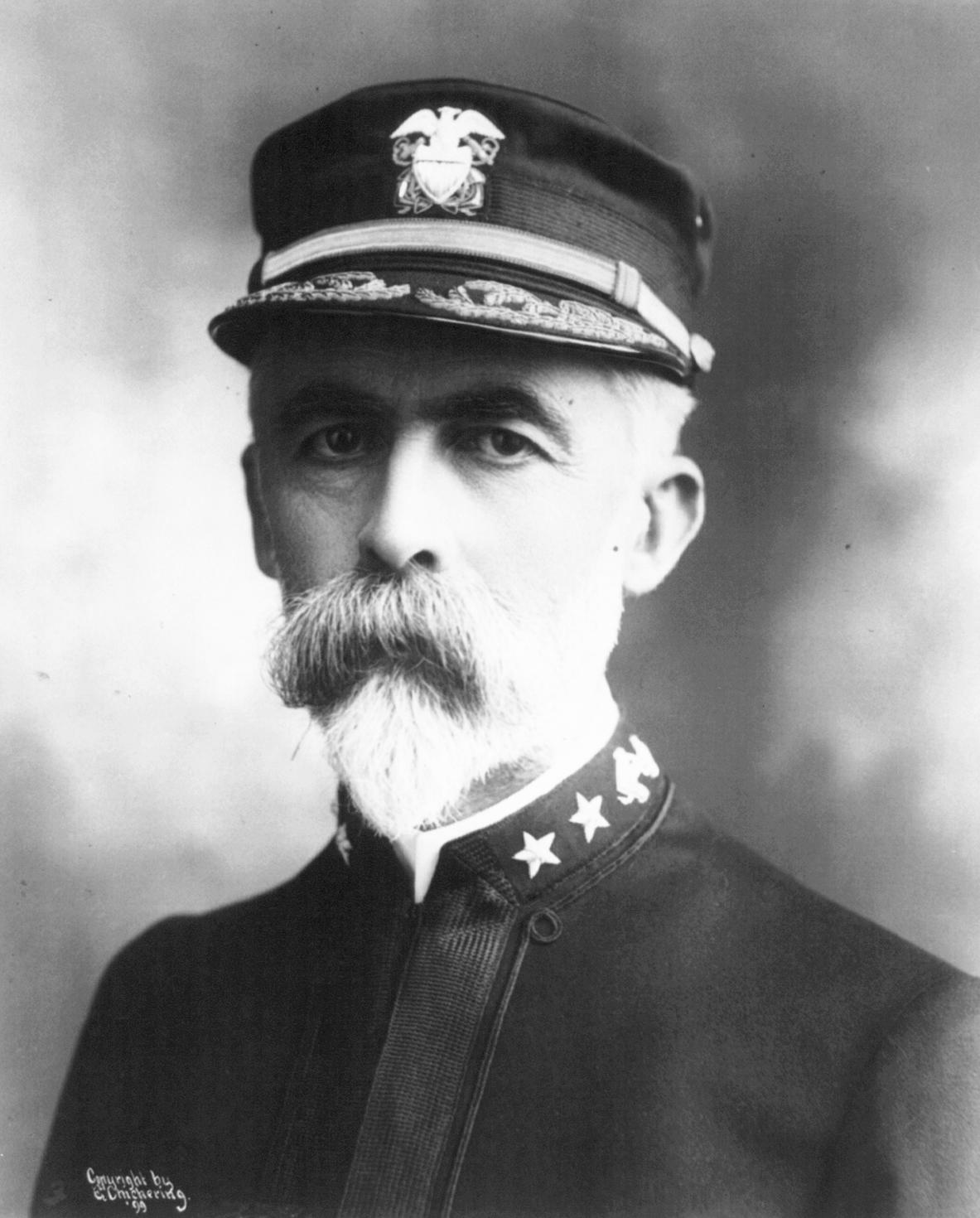
制帽を被るウィリアム・T・サンプソン（英語版）海軍少将（1899年頃）
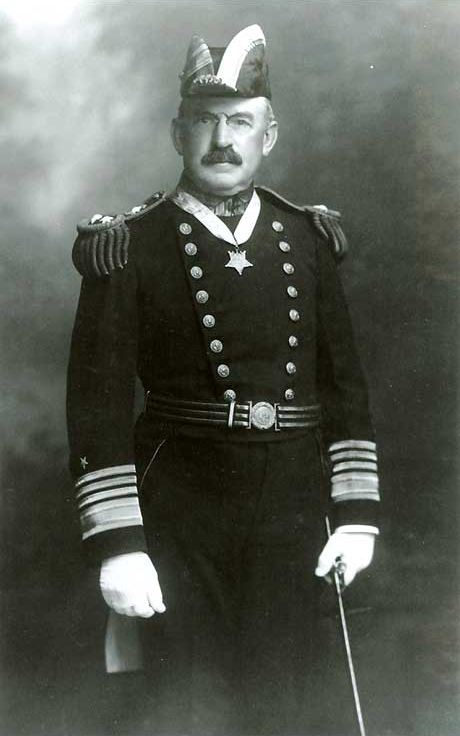
儀礼用の二角帽を被るフランク・F・フレッチャー海軍大将（1919年頃）
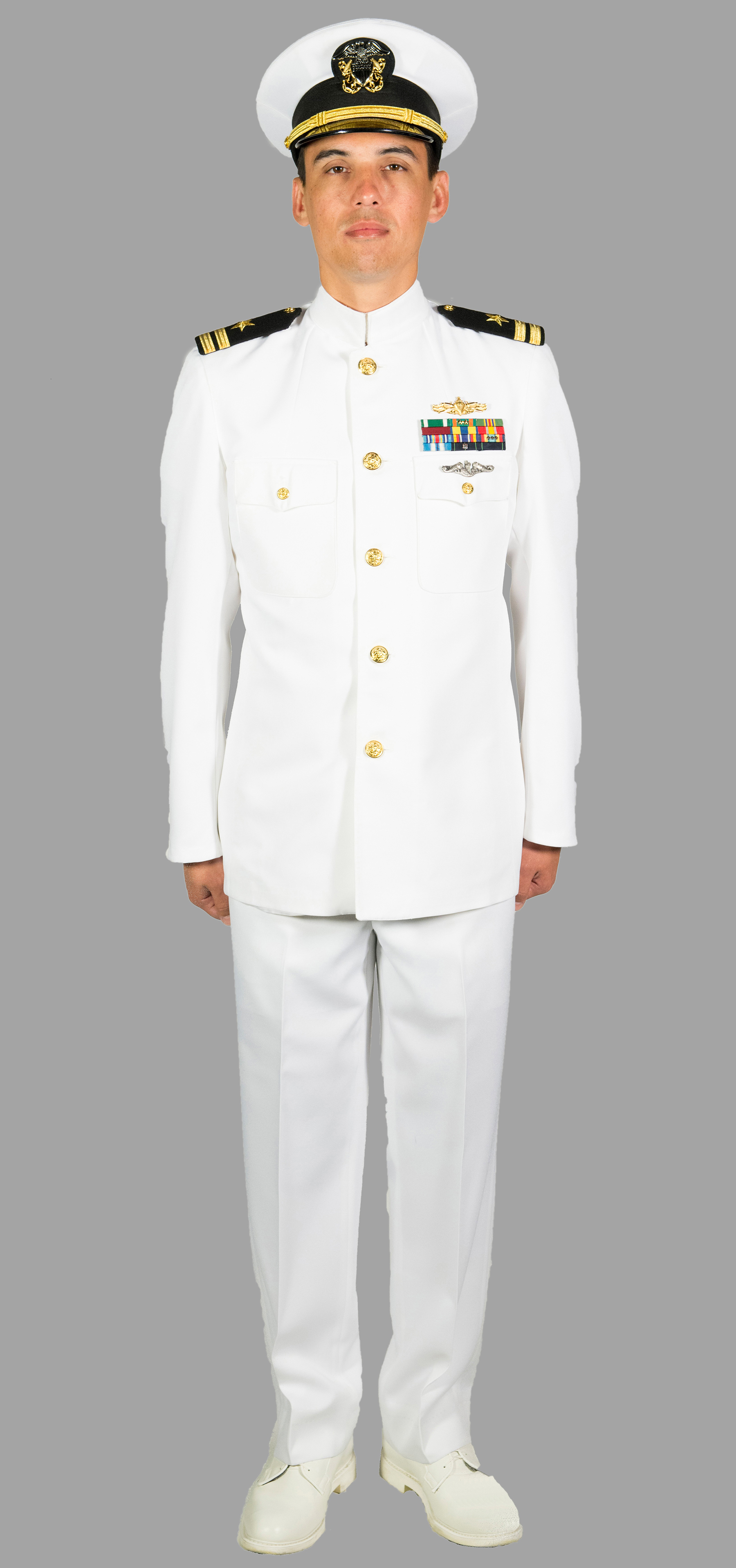
海軍将校の制帽
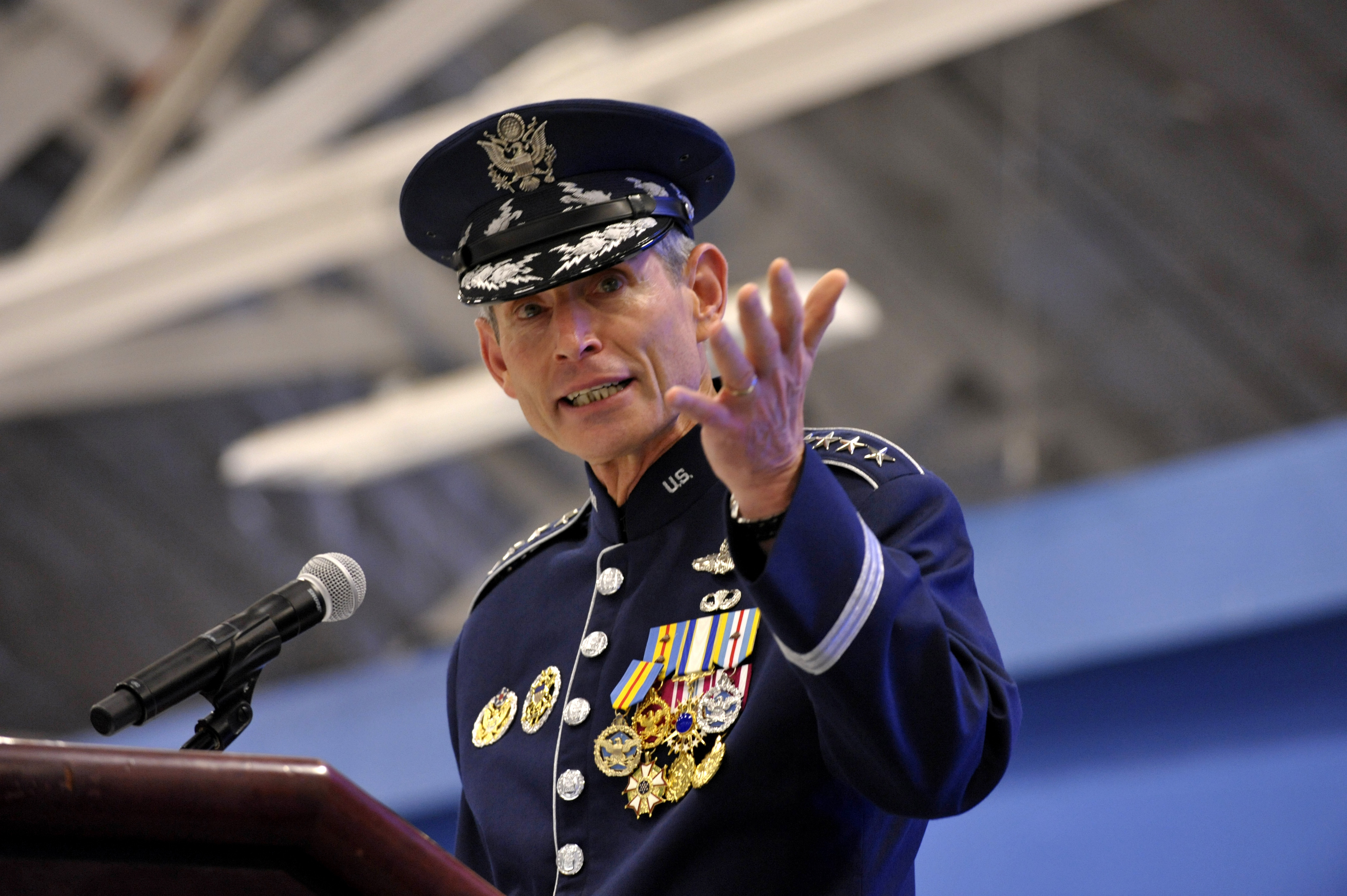
制帽を被るノートン・シューウォーツ空軍大将（2012年）
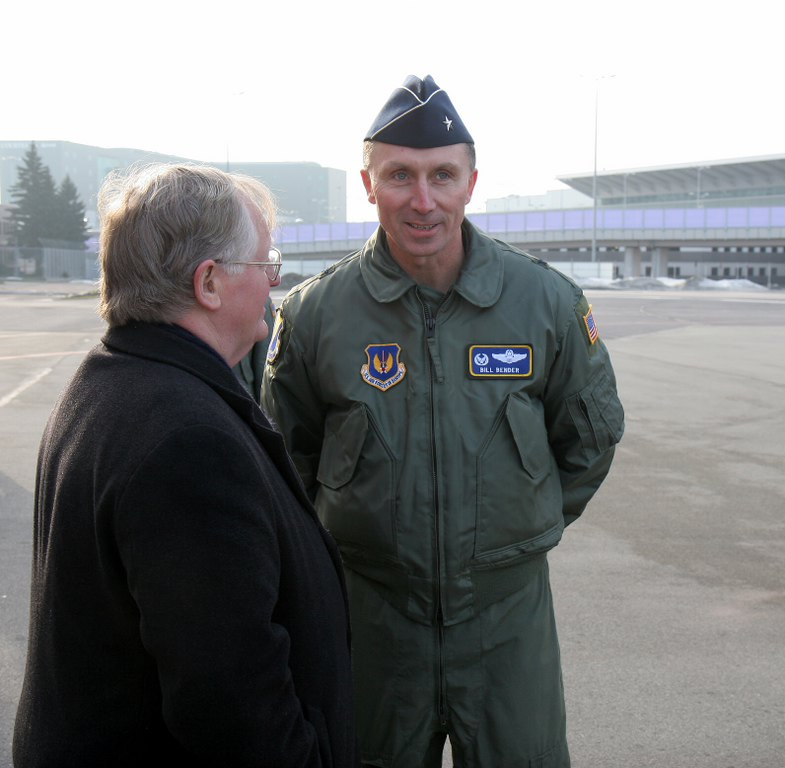
空軍のギャリソンキャップ
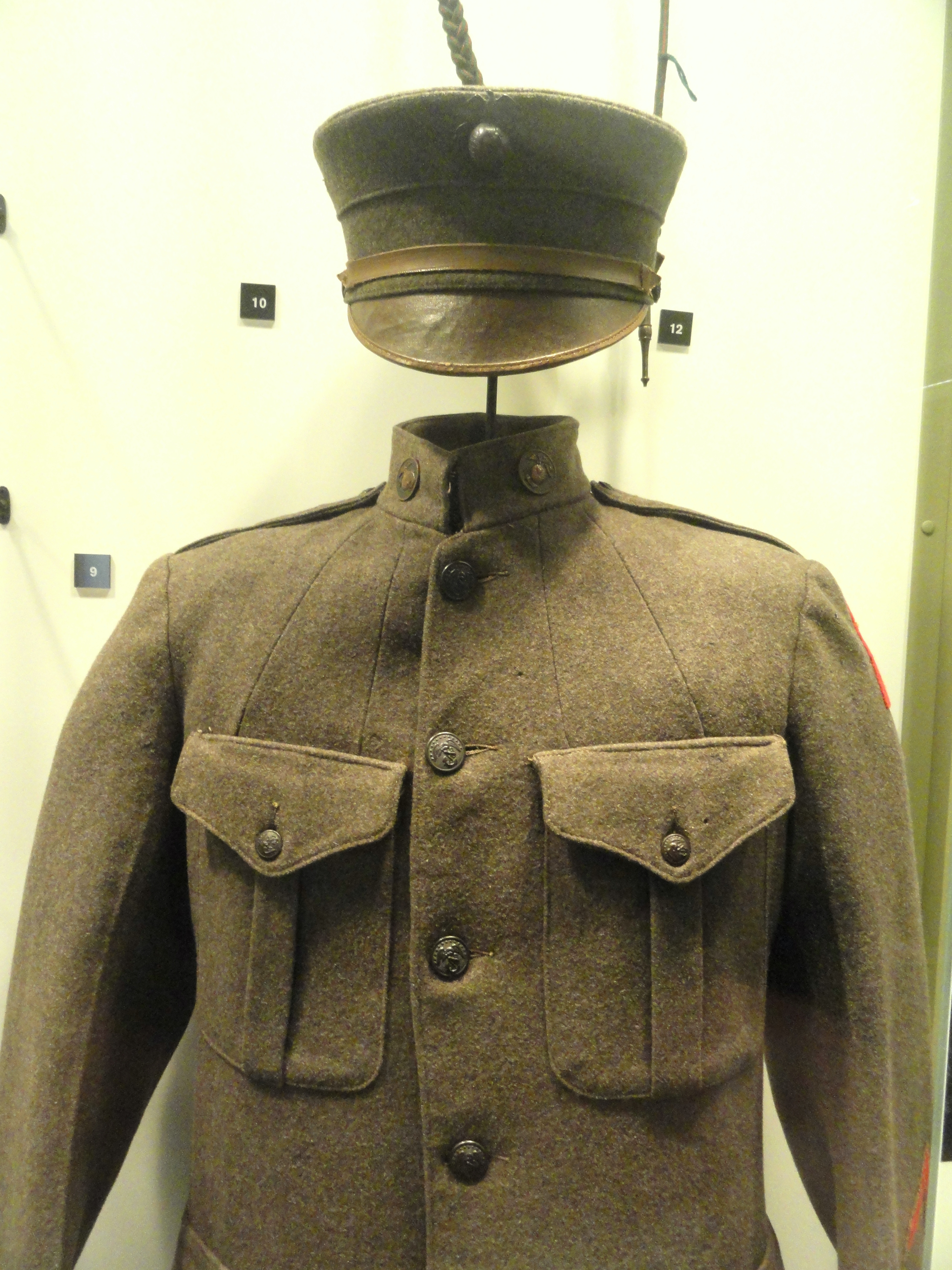
第一次世界大戦中の海兵隊の制帽
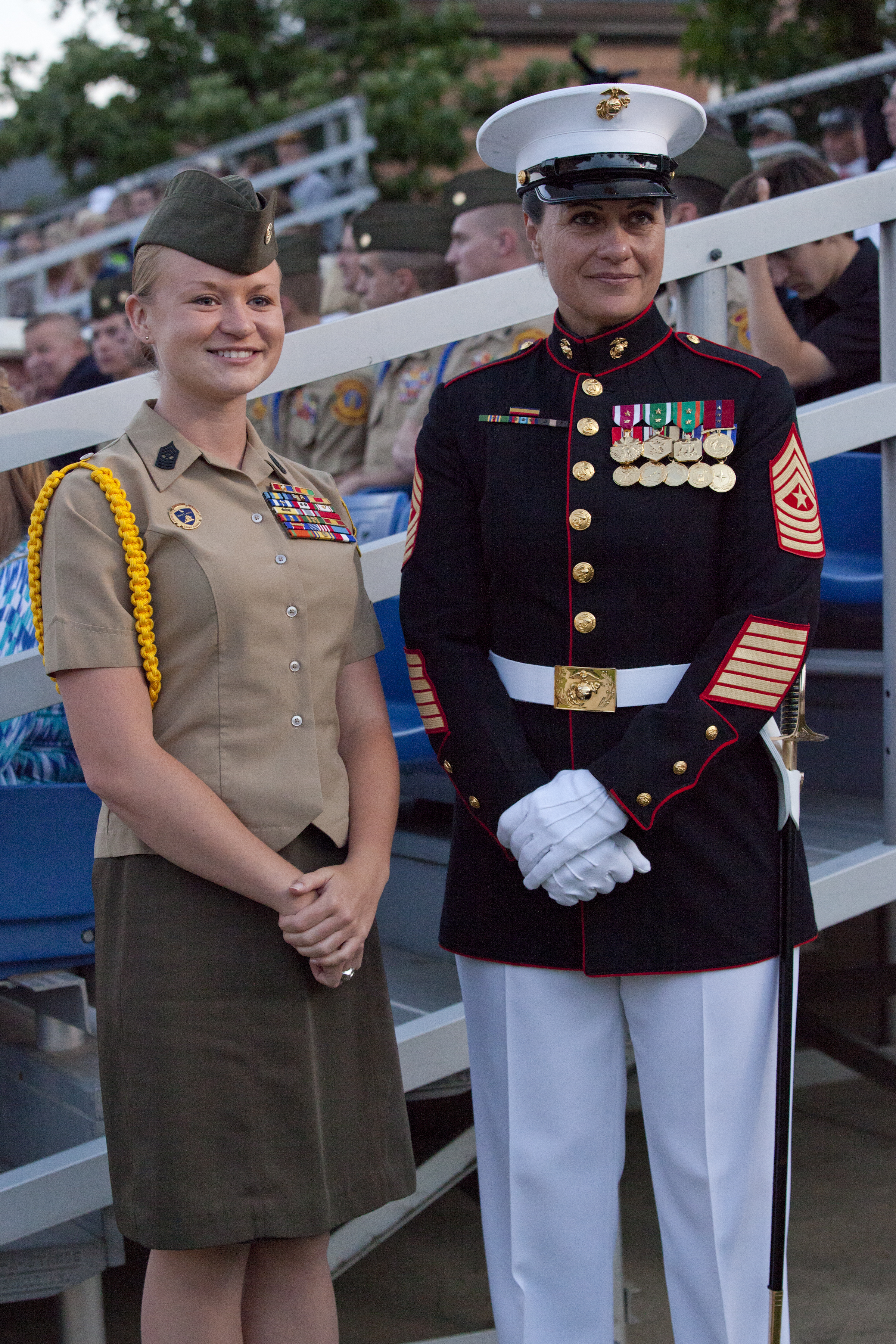
海兵隊の夏服。女性用通常勤務裝（サービス・ユニフォーム、C種）と男性下士官兵用礼装（ブルー・ホワイト・ドレス）

### アメリカ警察

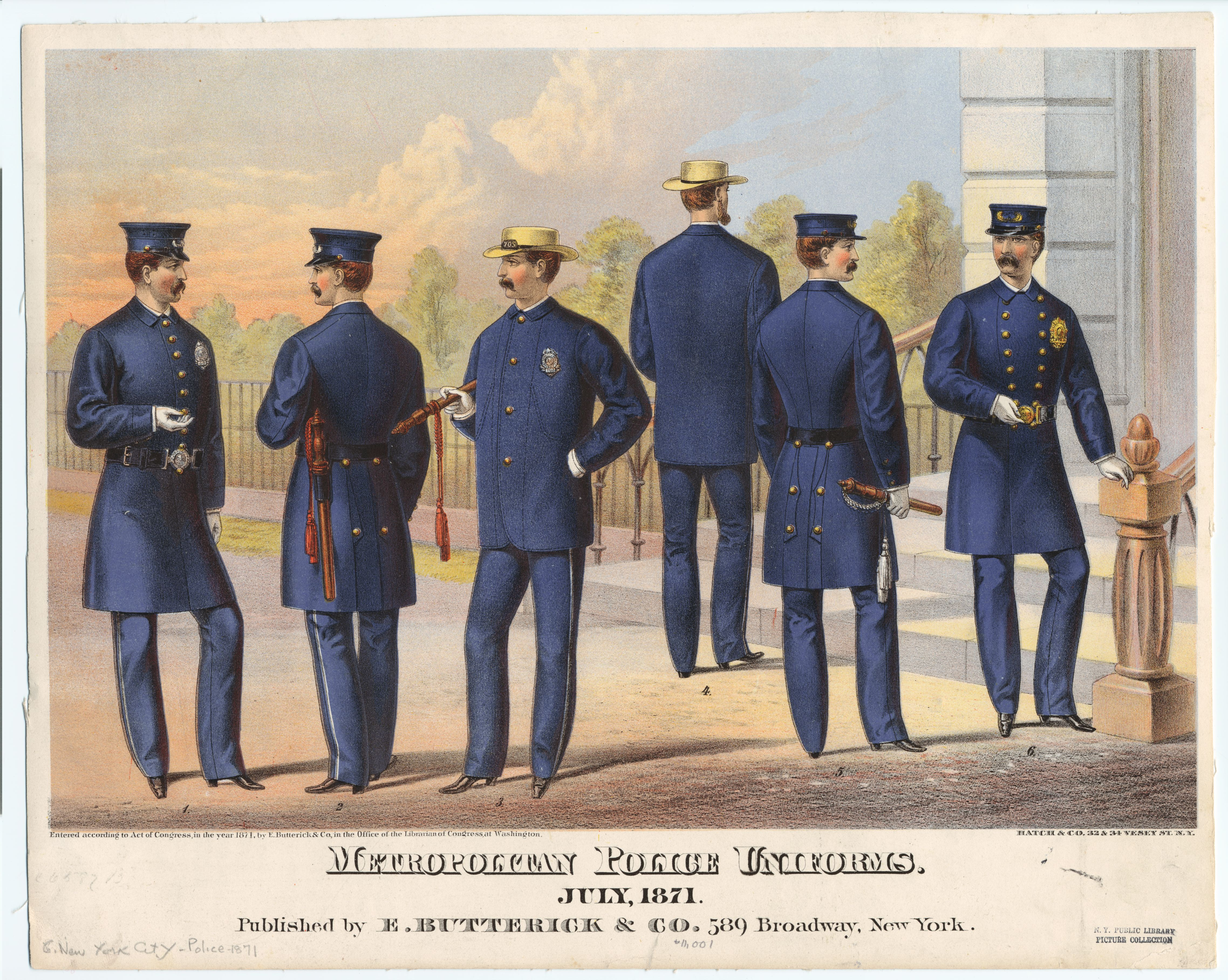
1871年のニューヨークメトロポリタン警察の制帽
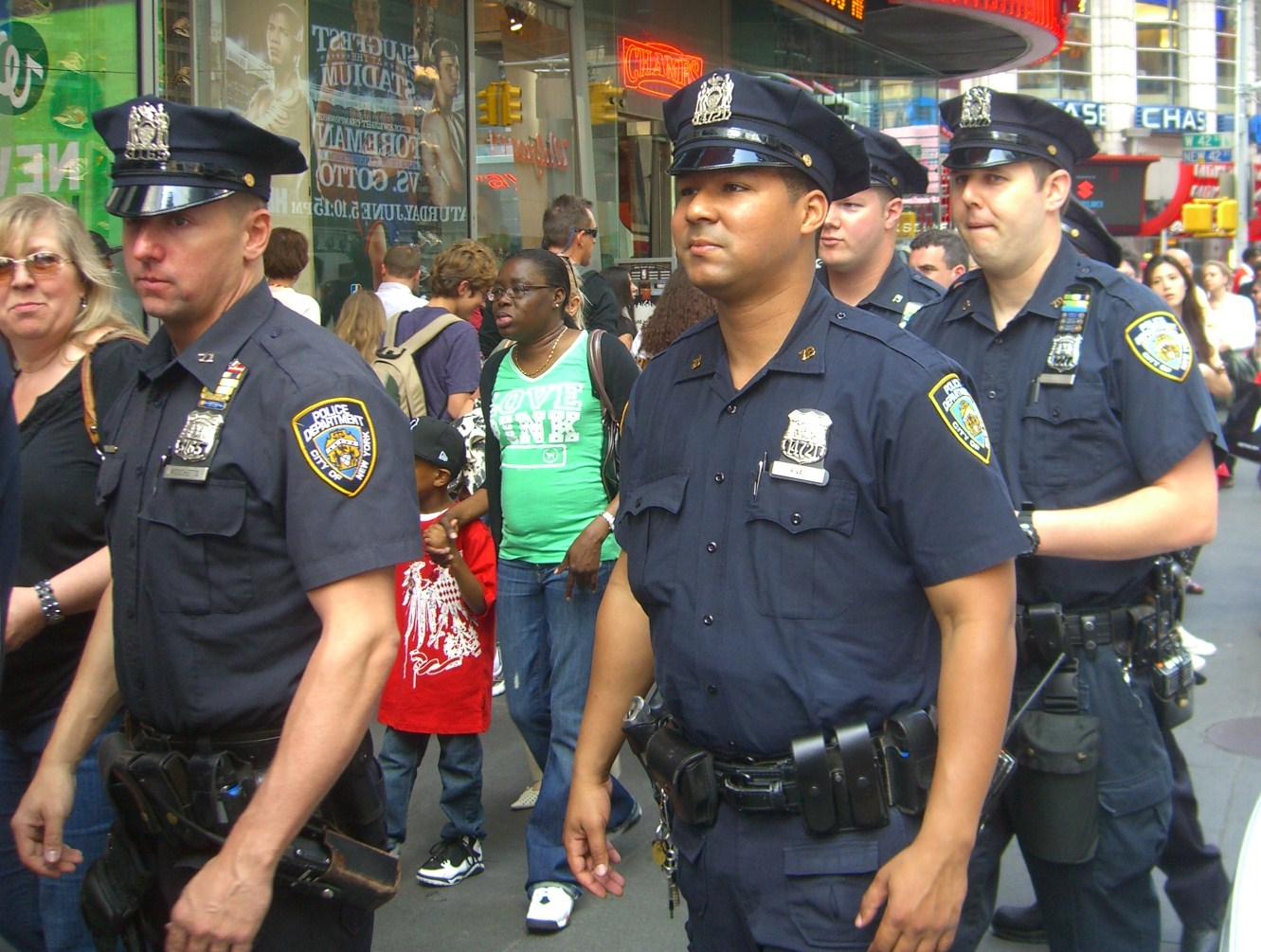
ニューヨーク市警察の制帽
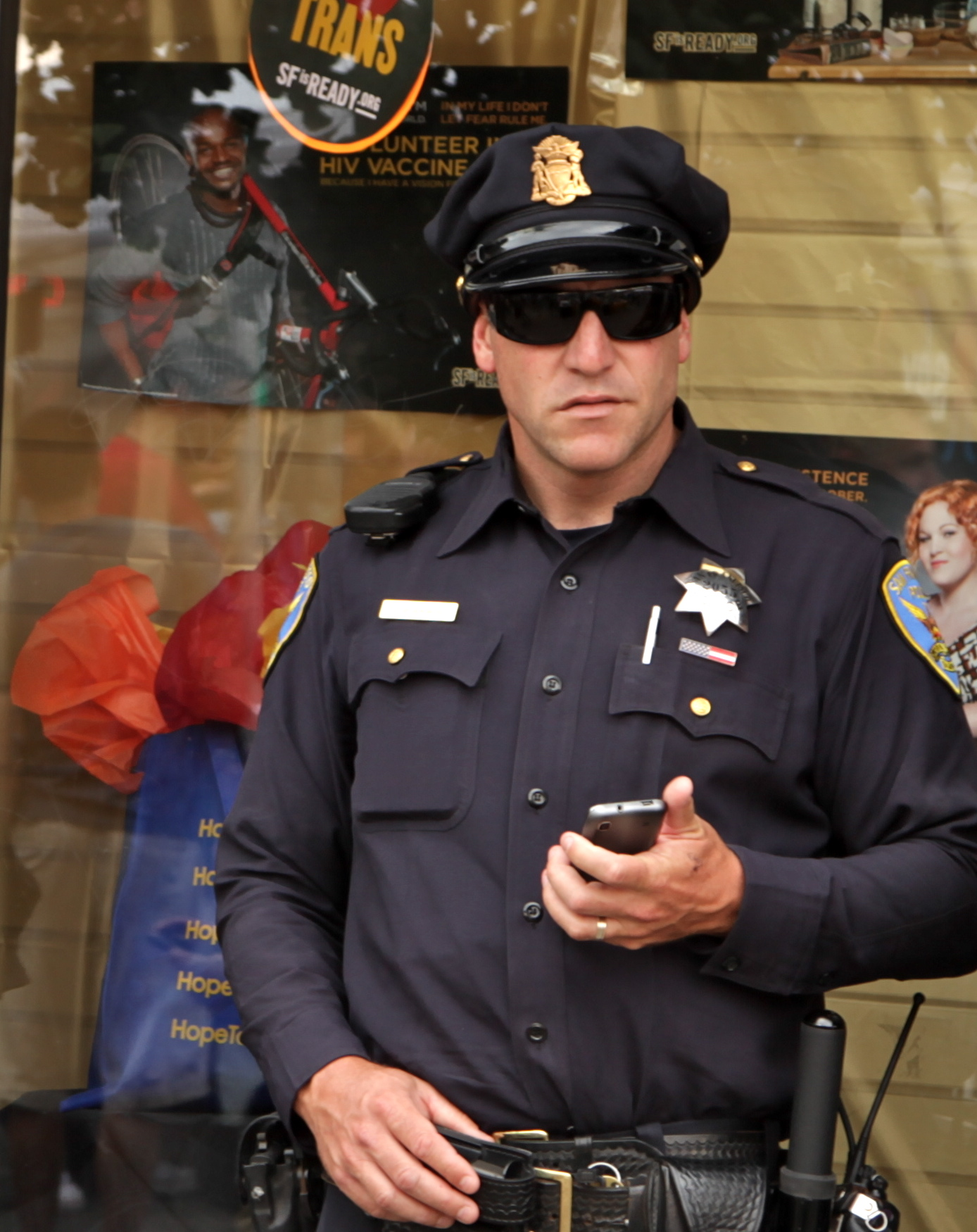
サンフランシスコ市警察の制帽
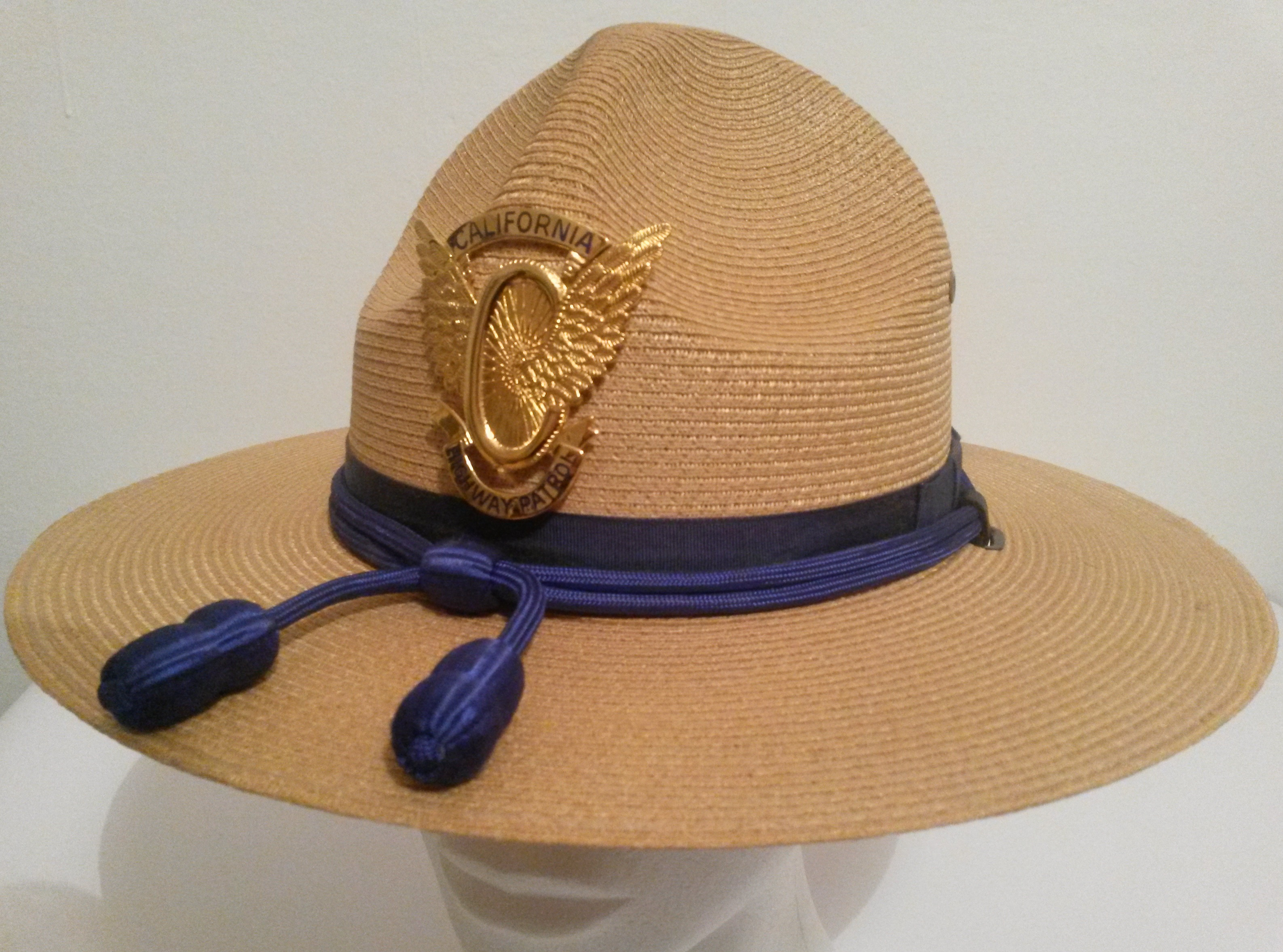
カルフォルニア・ハイウェイ・パトロール（英語版）のキャンペーンハット

### ドイツ国防軍

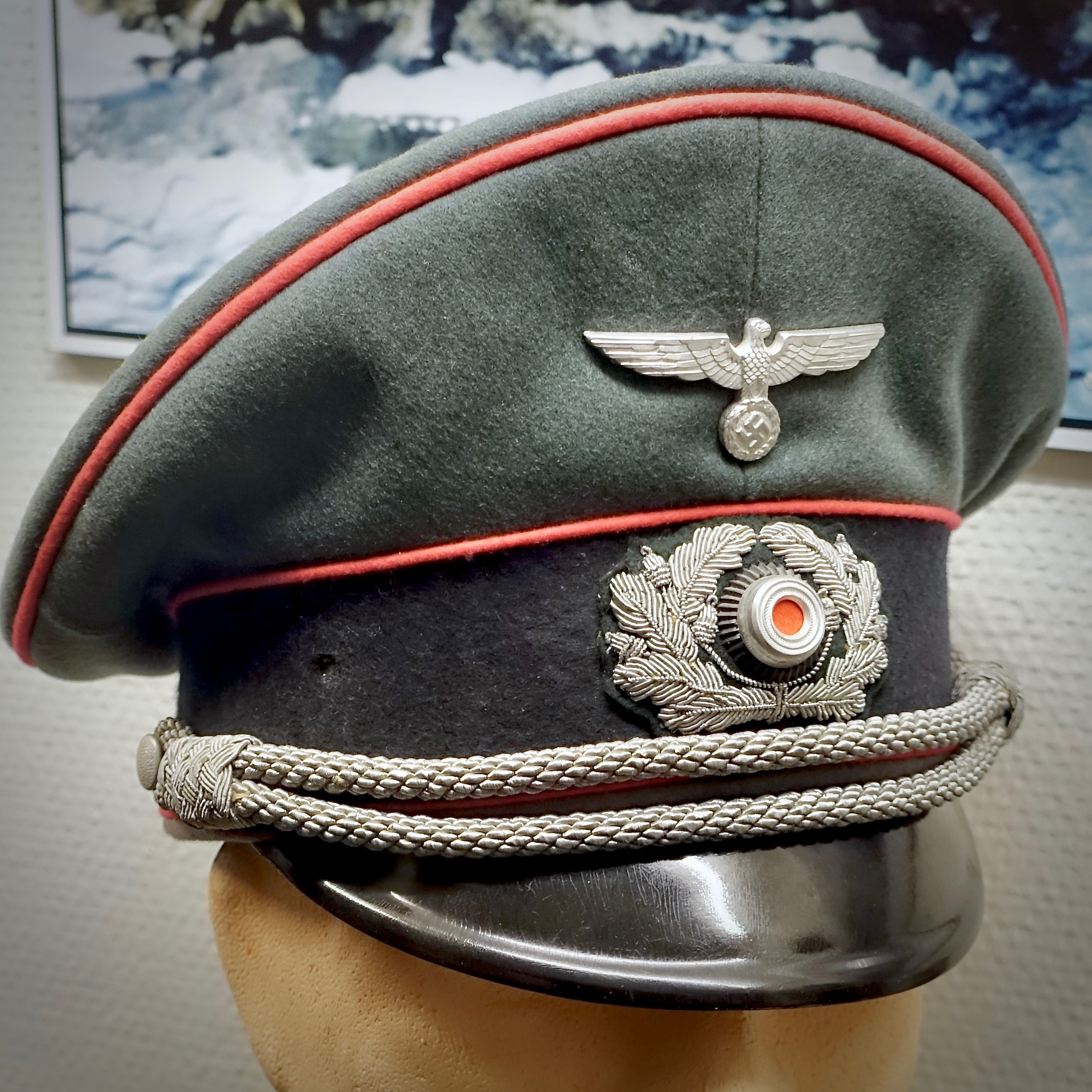
陸軍装甲科の将校用正帽。将校は顎紐が銀の編み紐。パイピングは装甲科を示すピンク。
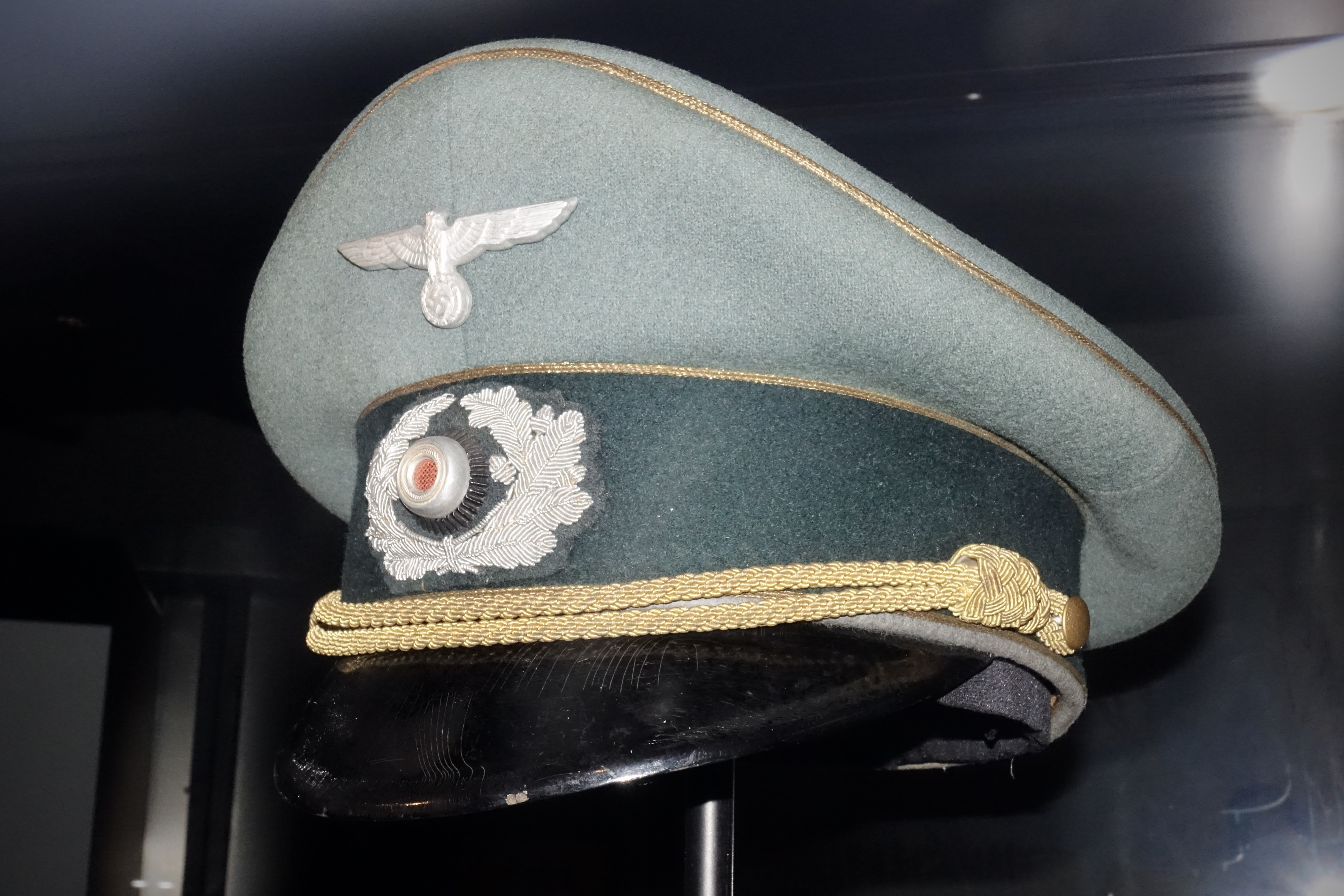
陸軍将官の正帽。顎紐やパイピングが金。1942年11月以降は鷲章や円形章とその周りの柏葉章も金色になる。
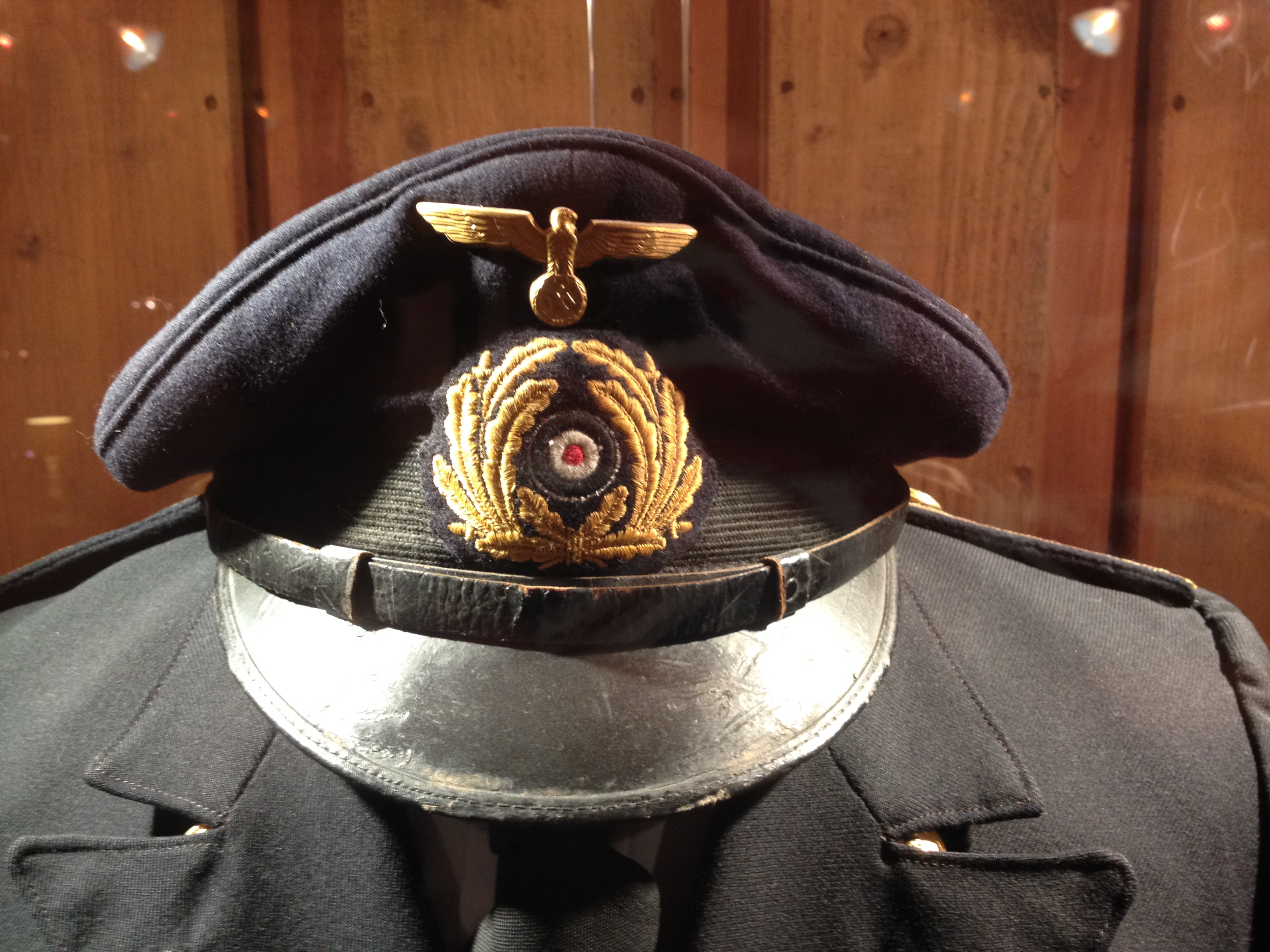
海軍下士官の正帽。下士官兵用の顎紐は革ベルト。
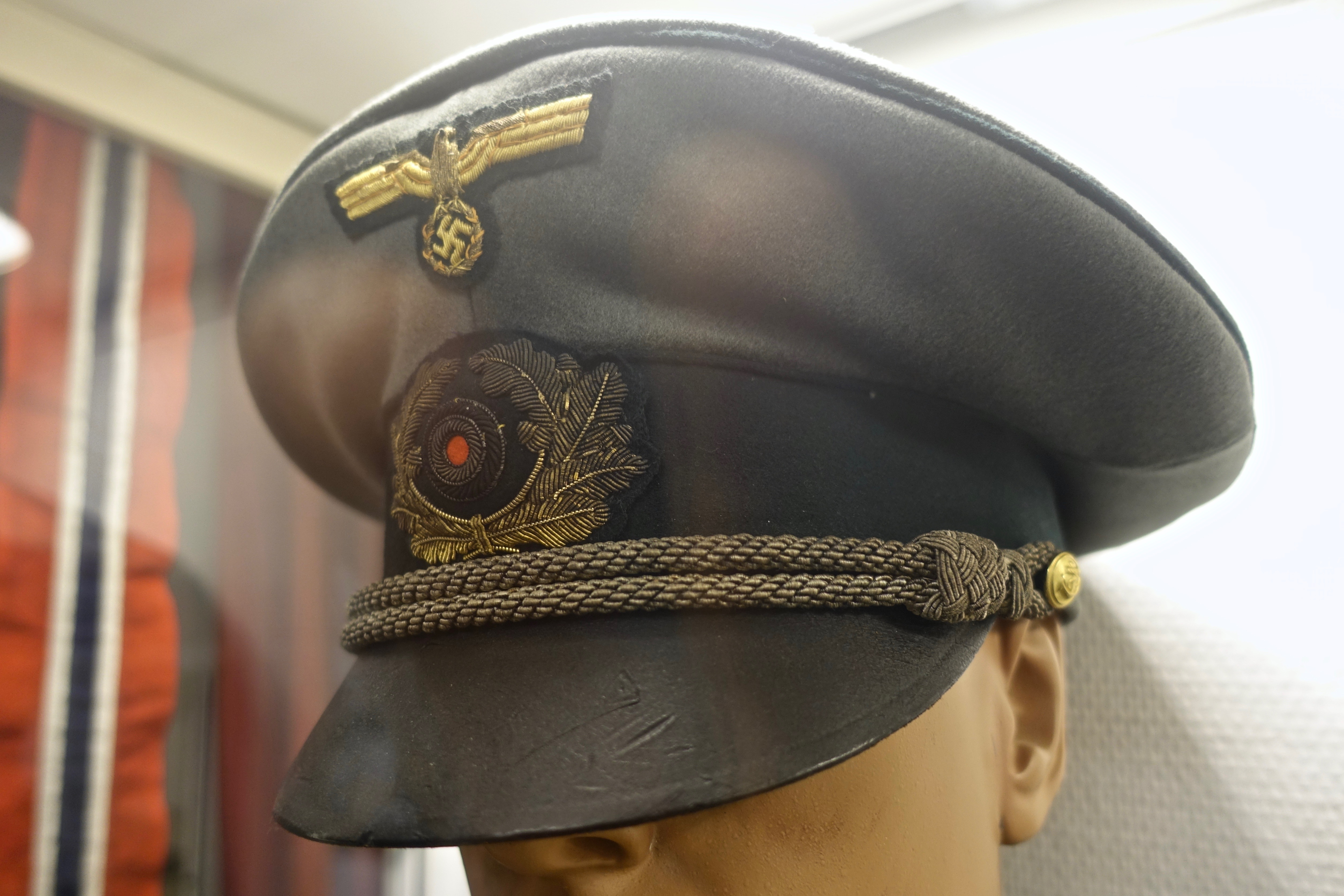
海軍陸戦部隊の制帽
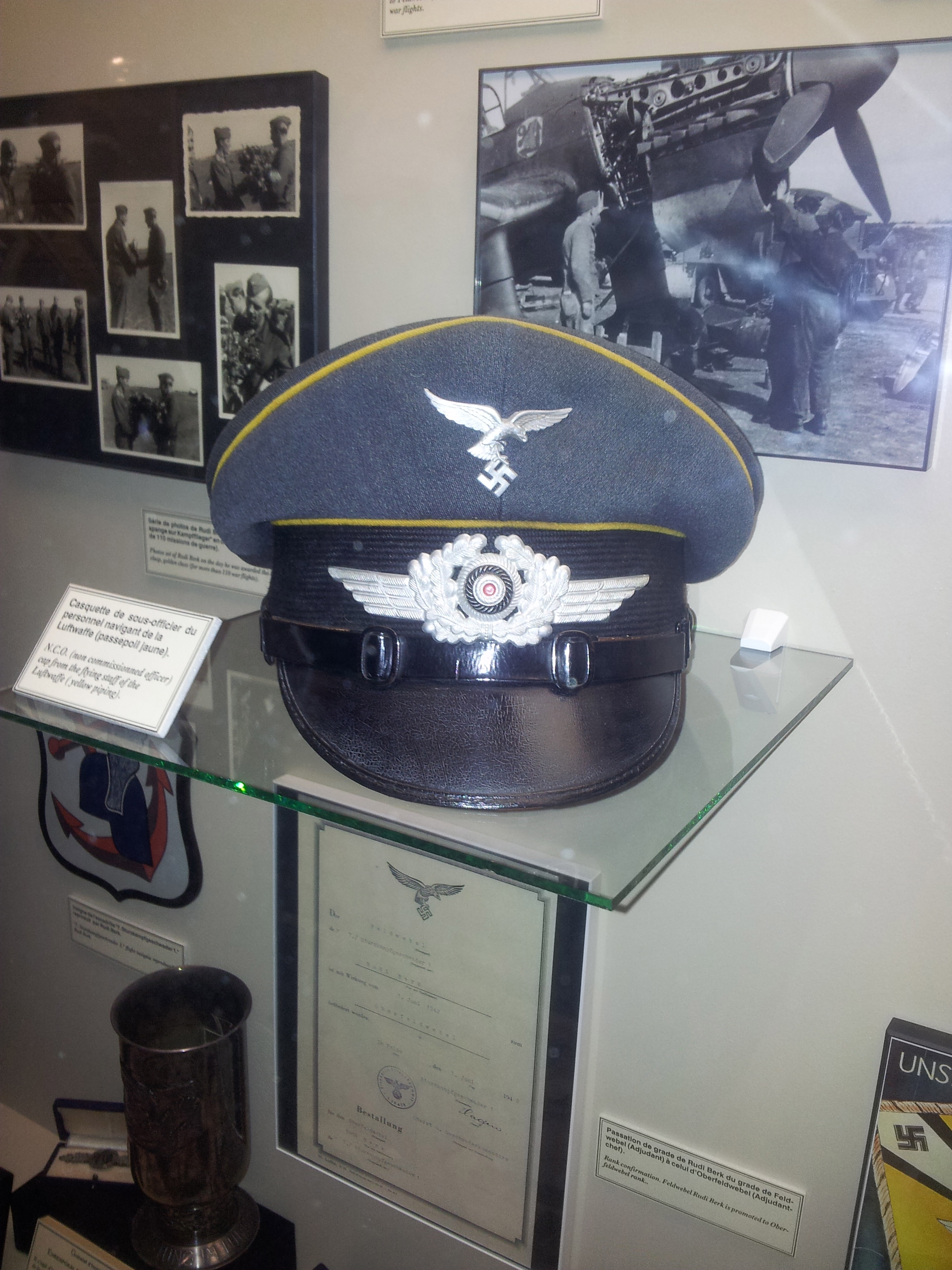
空軍下士官の正帽。
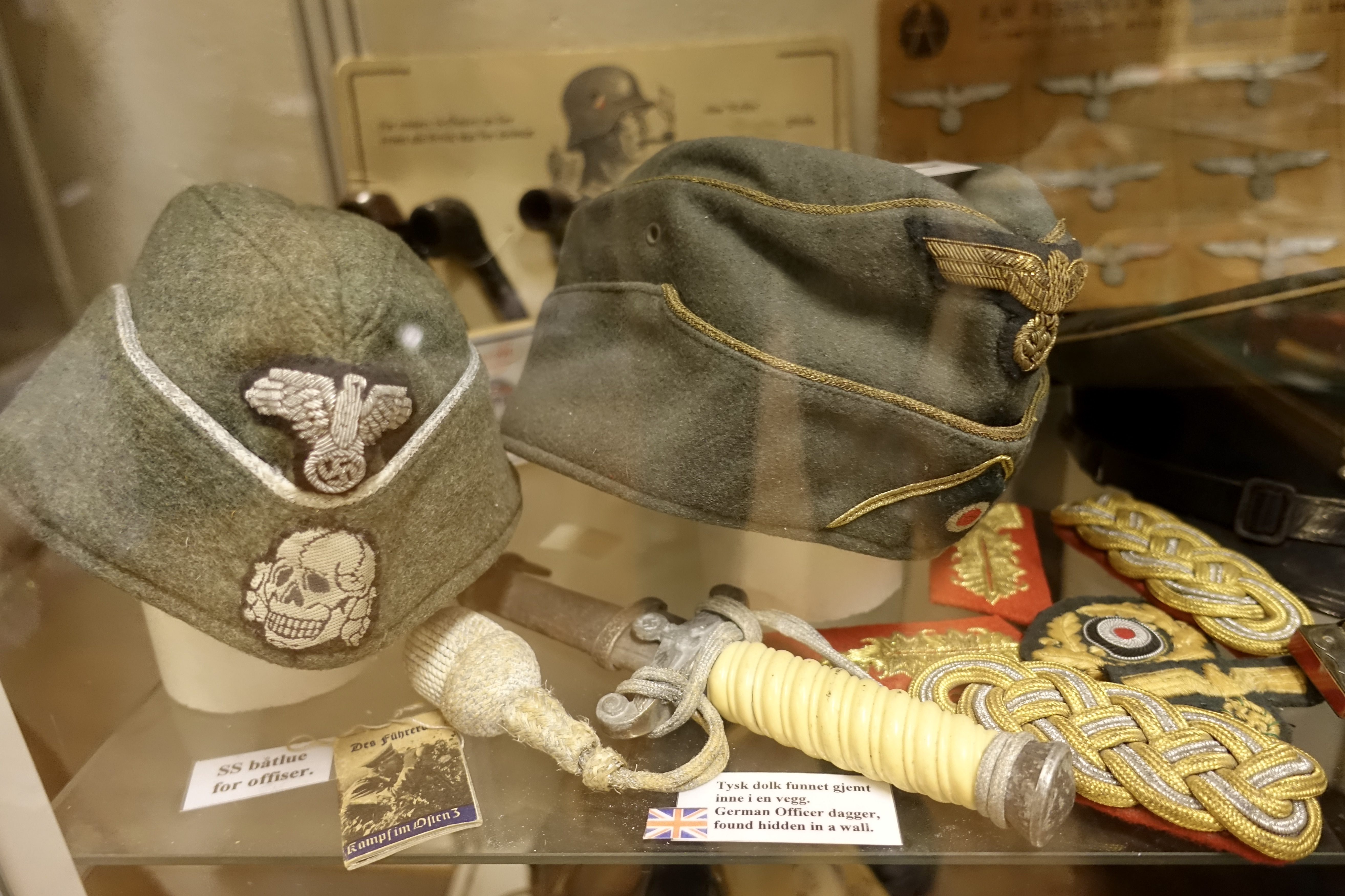
武装親衛隊と陸軍将官の略帽
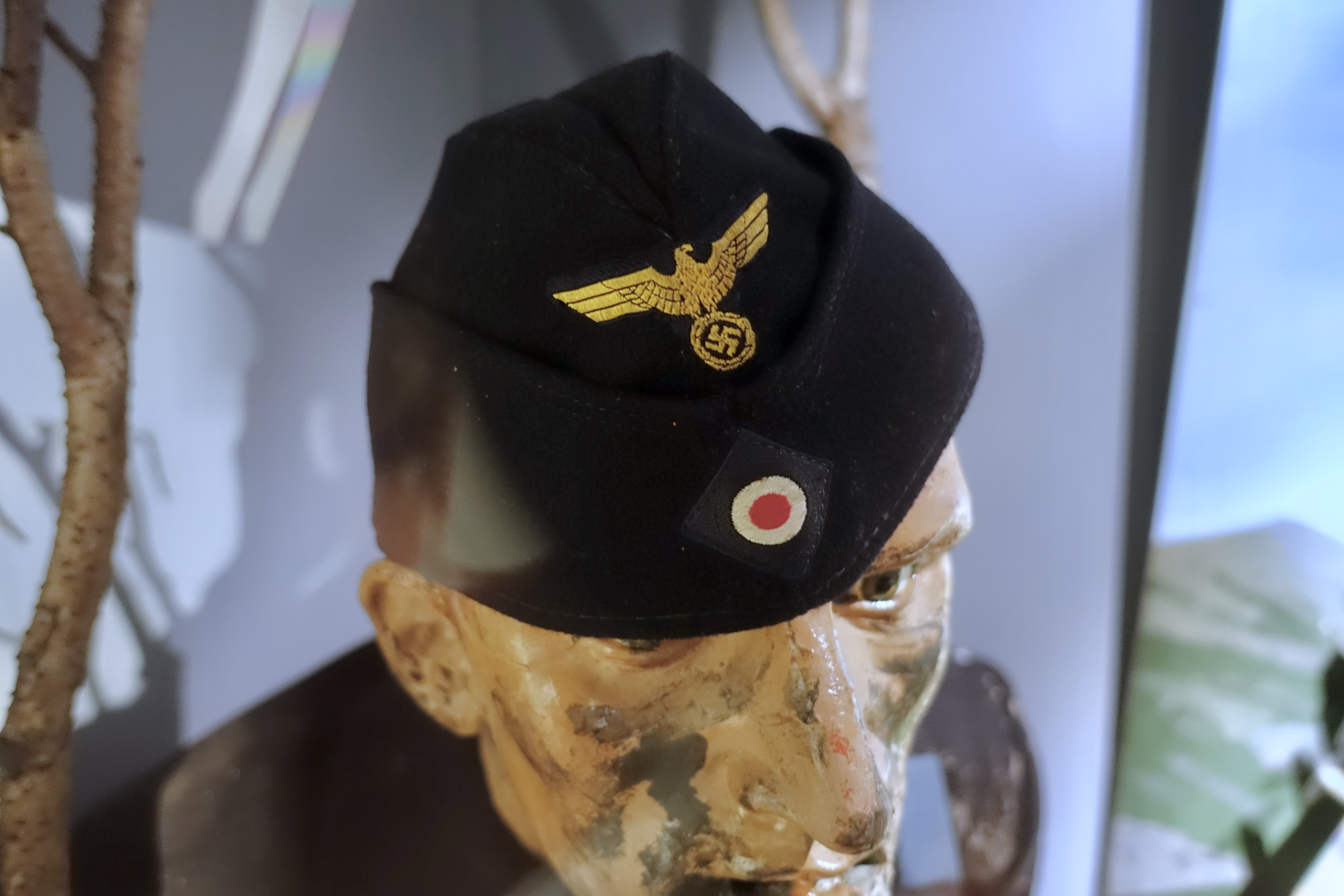
海軍略帽
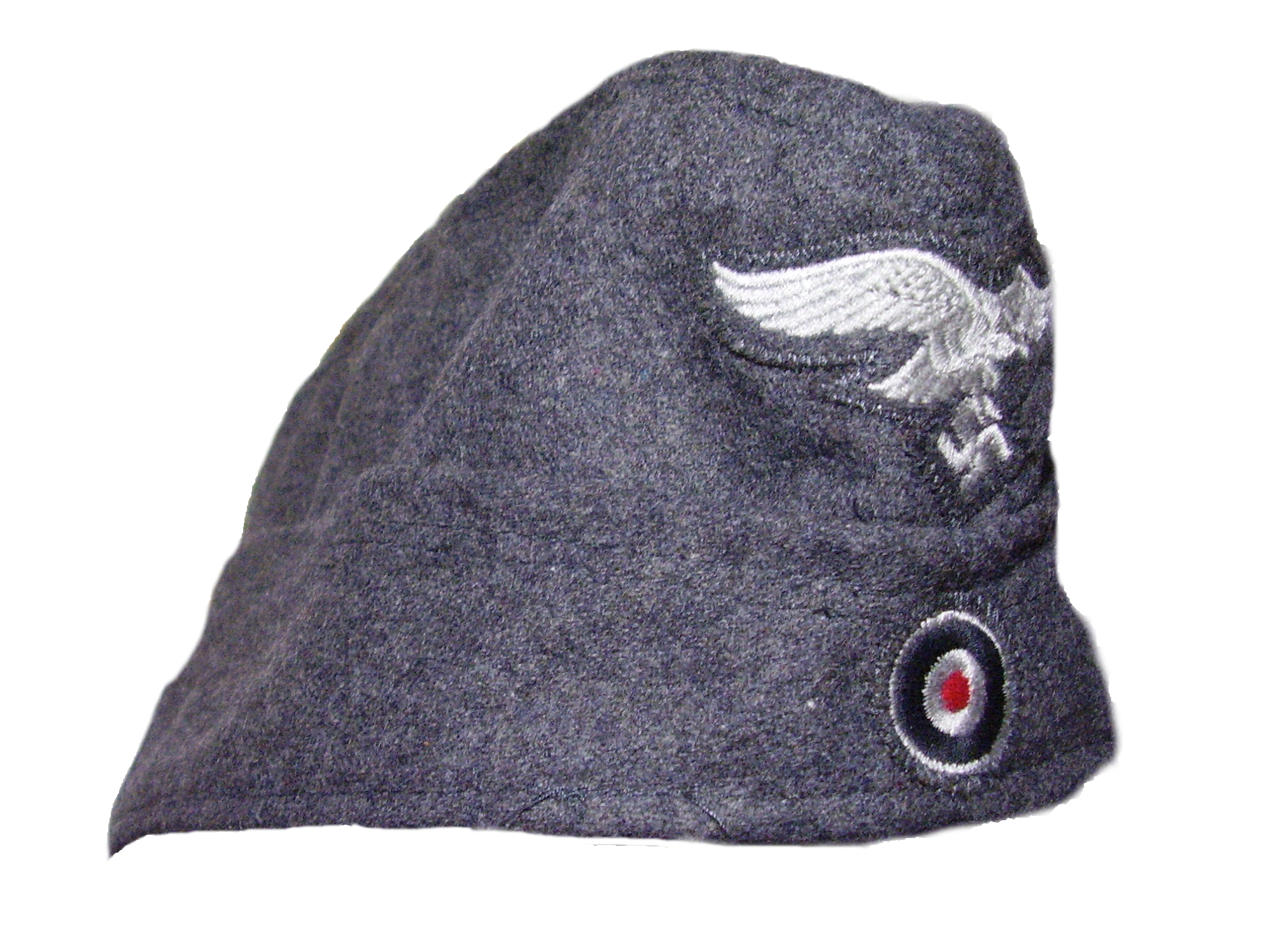
空軍略帽
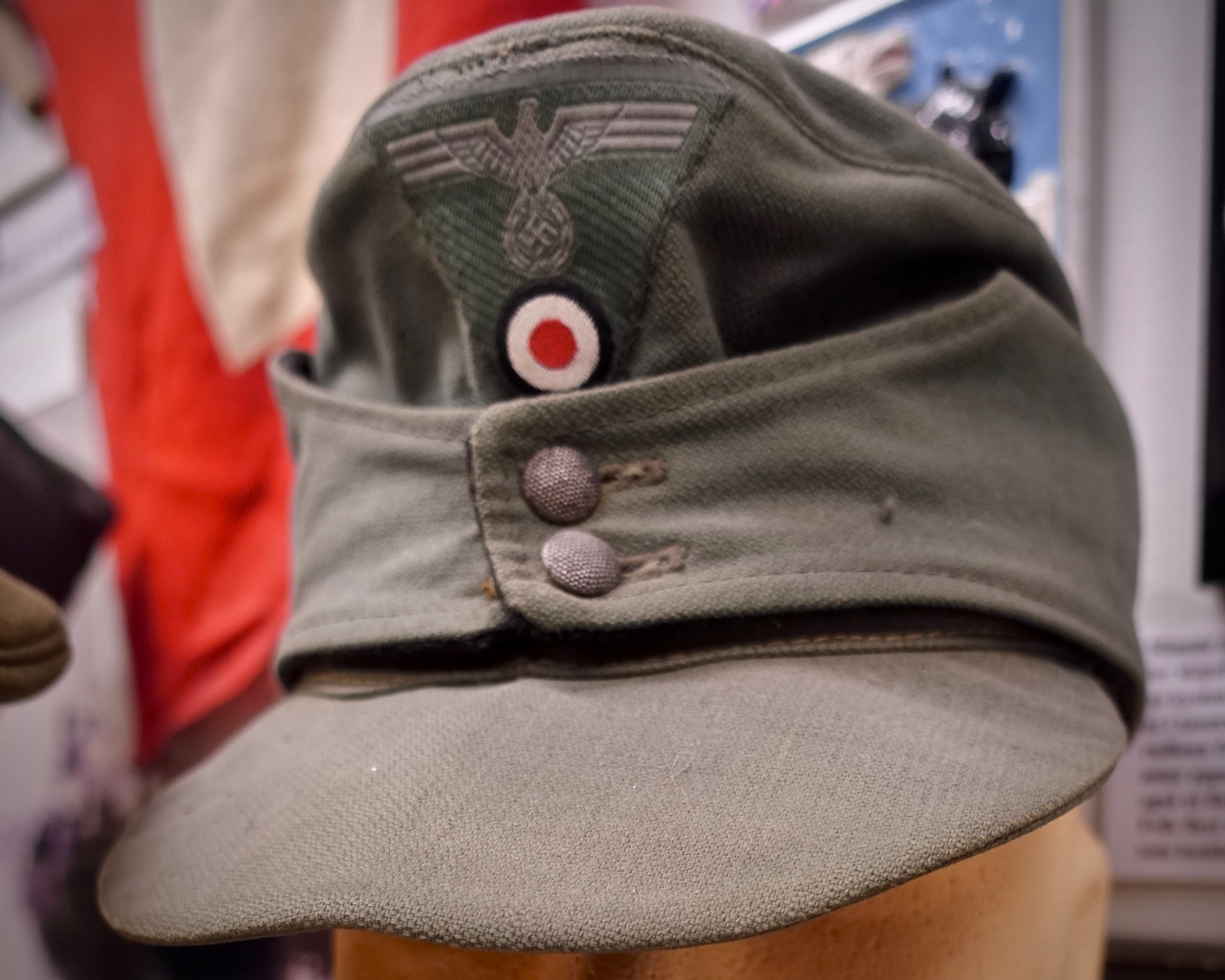
1943年に制定され、大戦後期に多く被られた略帽の規格帽

### ナチス親衛隊

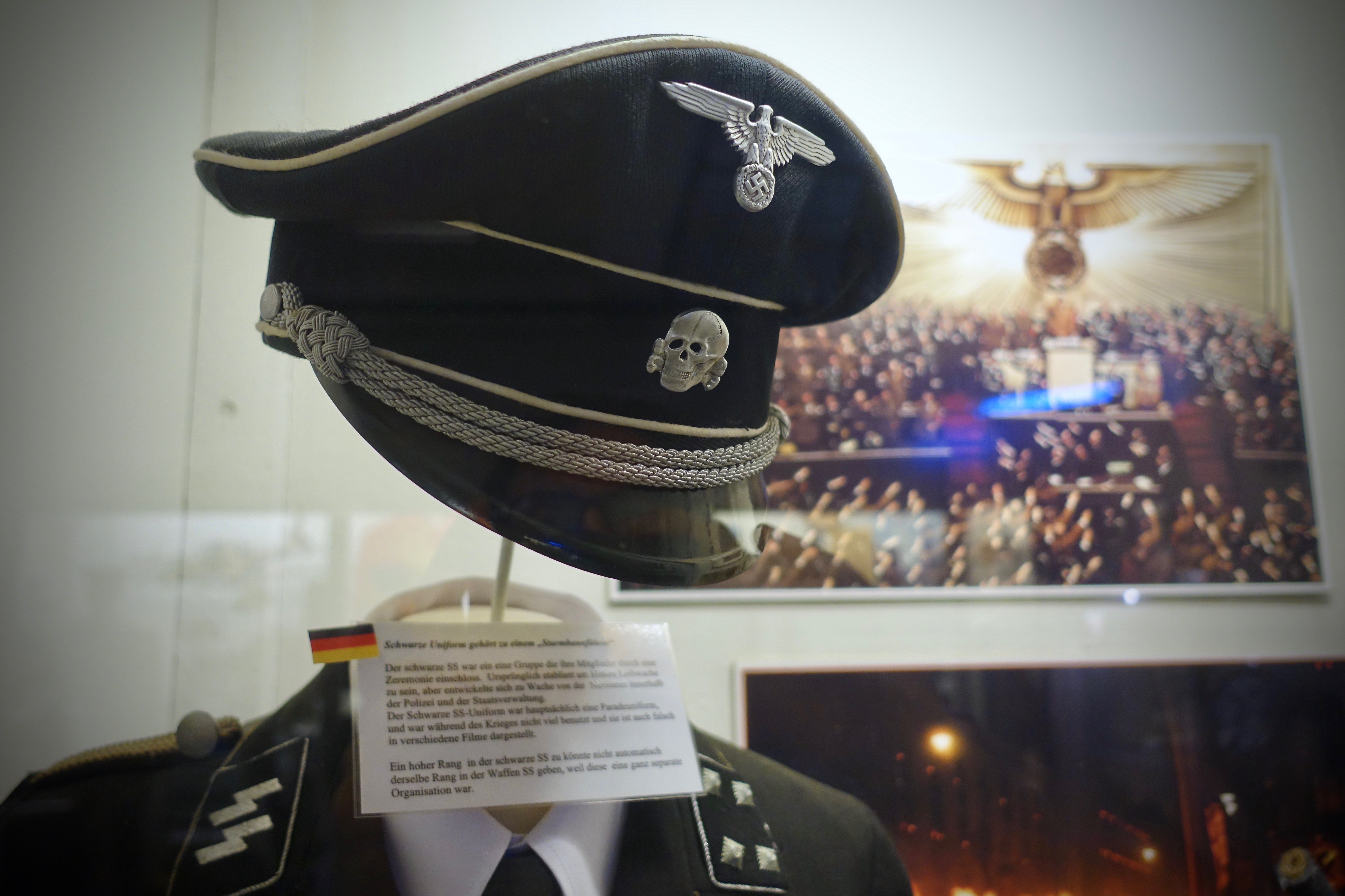
ナチス親衛隊の黒服の将校正帽。将校は顎紐が銀の編み紐
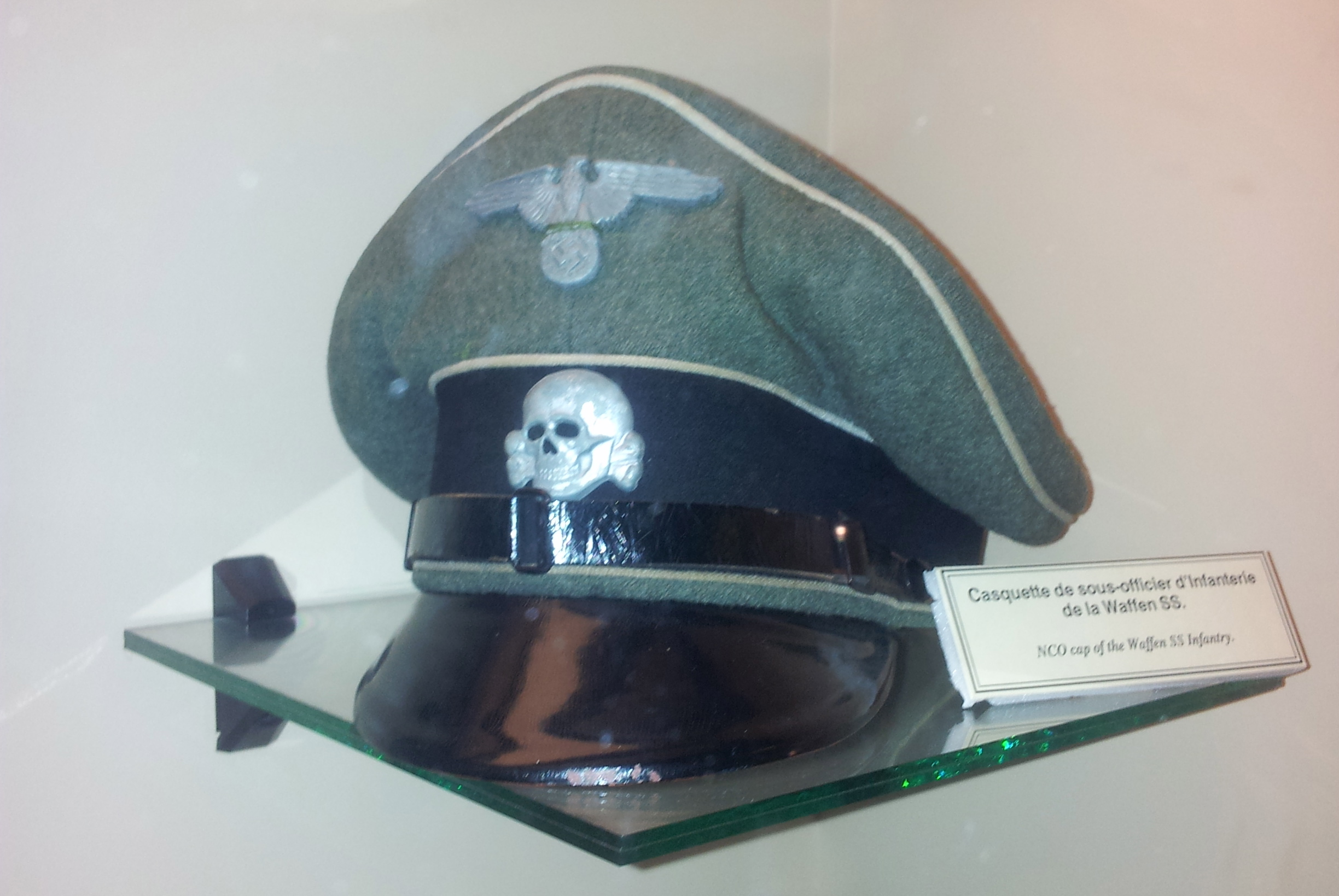
武装親衛隊のフィールドグレー野戦服の下士官用正帽。下士官は顎紐が革。
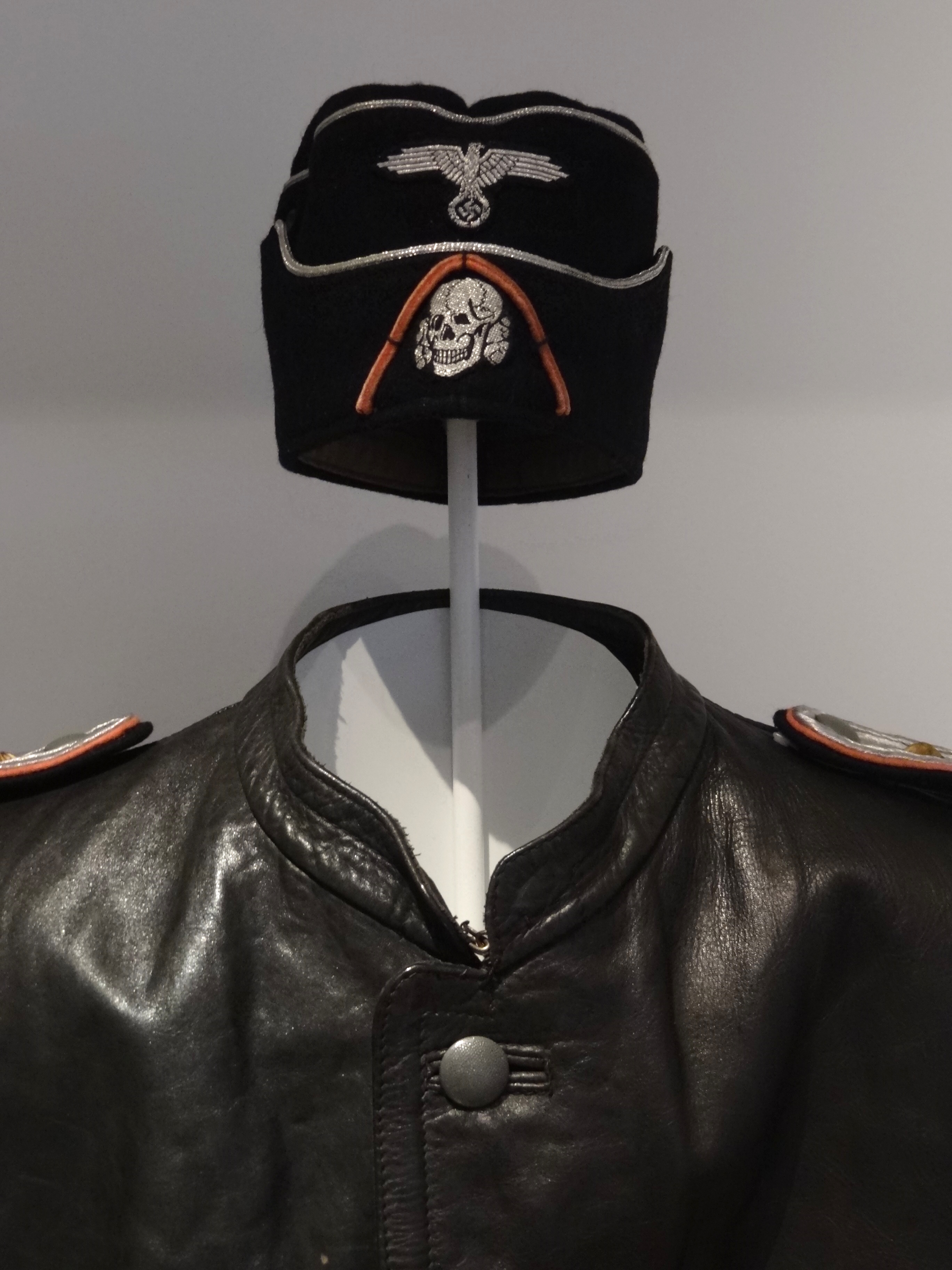
戦車兵の略帽。パイピングは装甲科を示すピンク
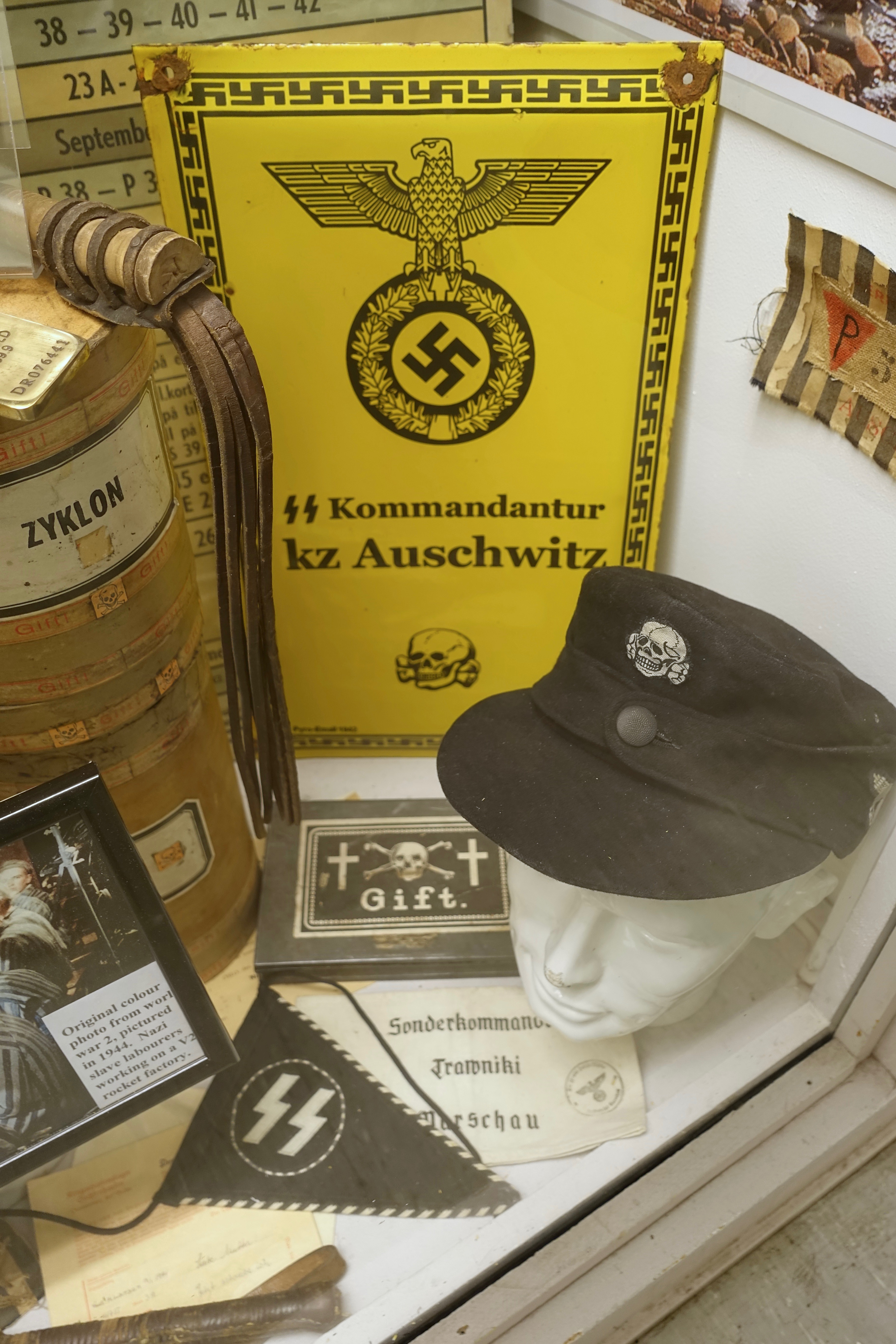
黒い規格帽
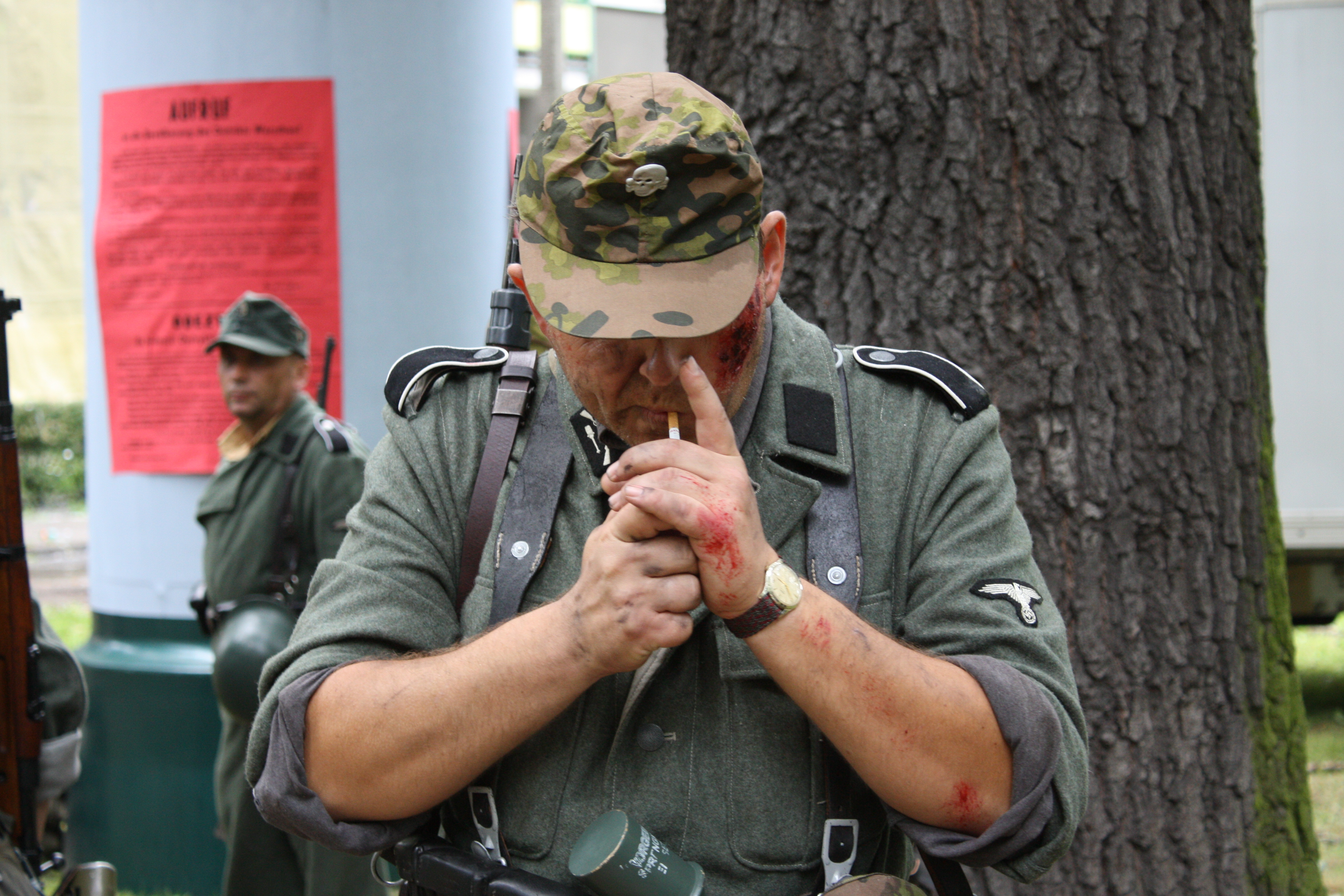
迷彩帽

### ドイツ秩序警察

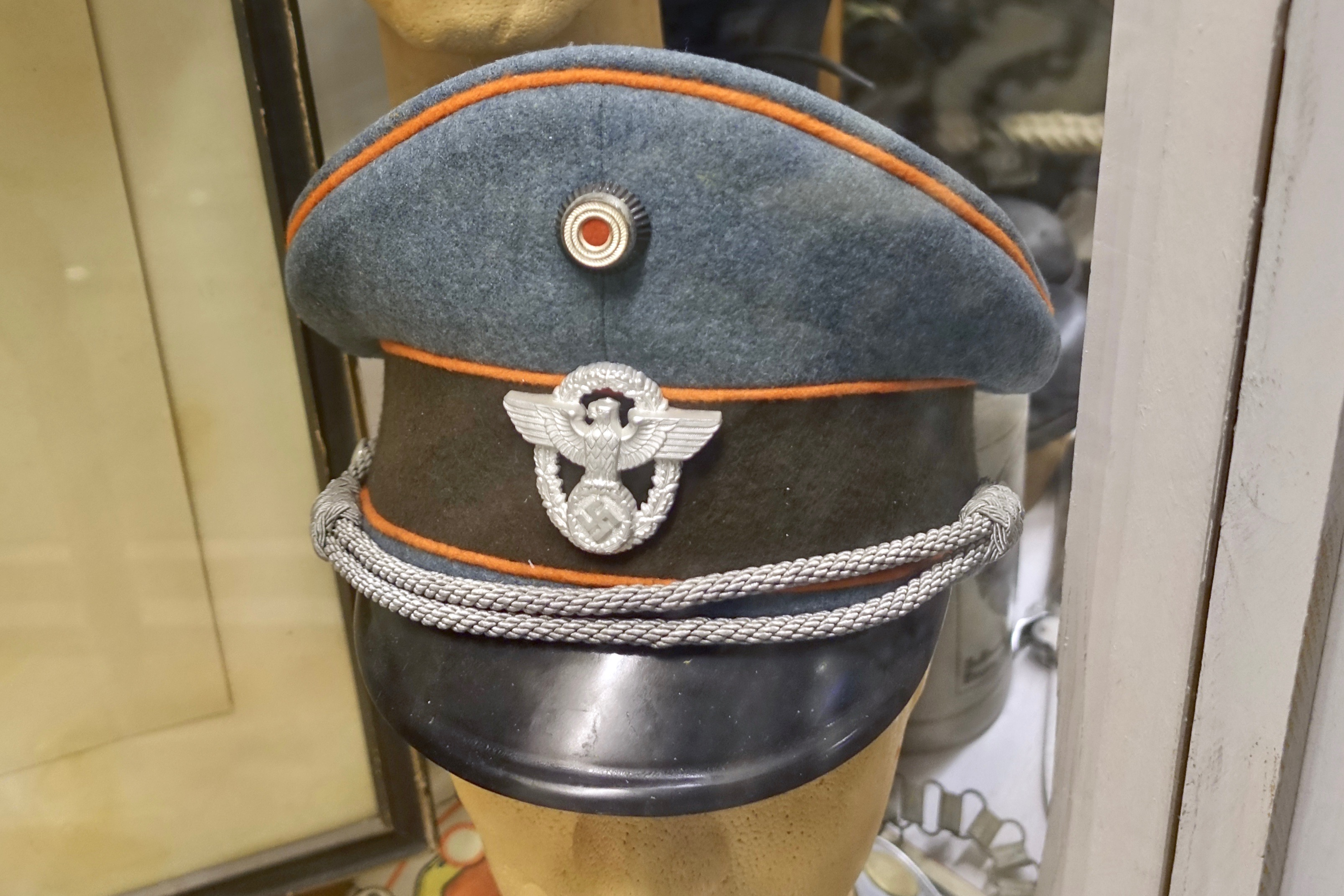
秩序警察・国家地方警察の警察将校制帽
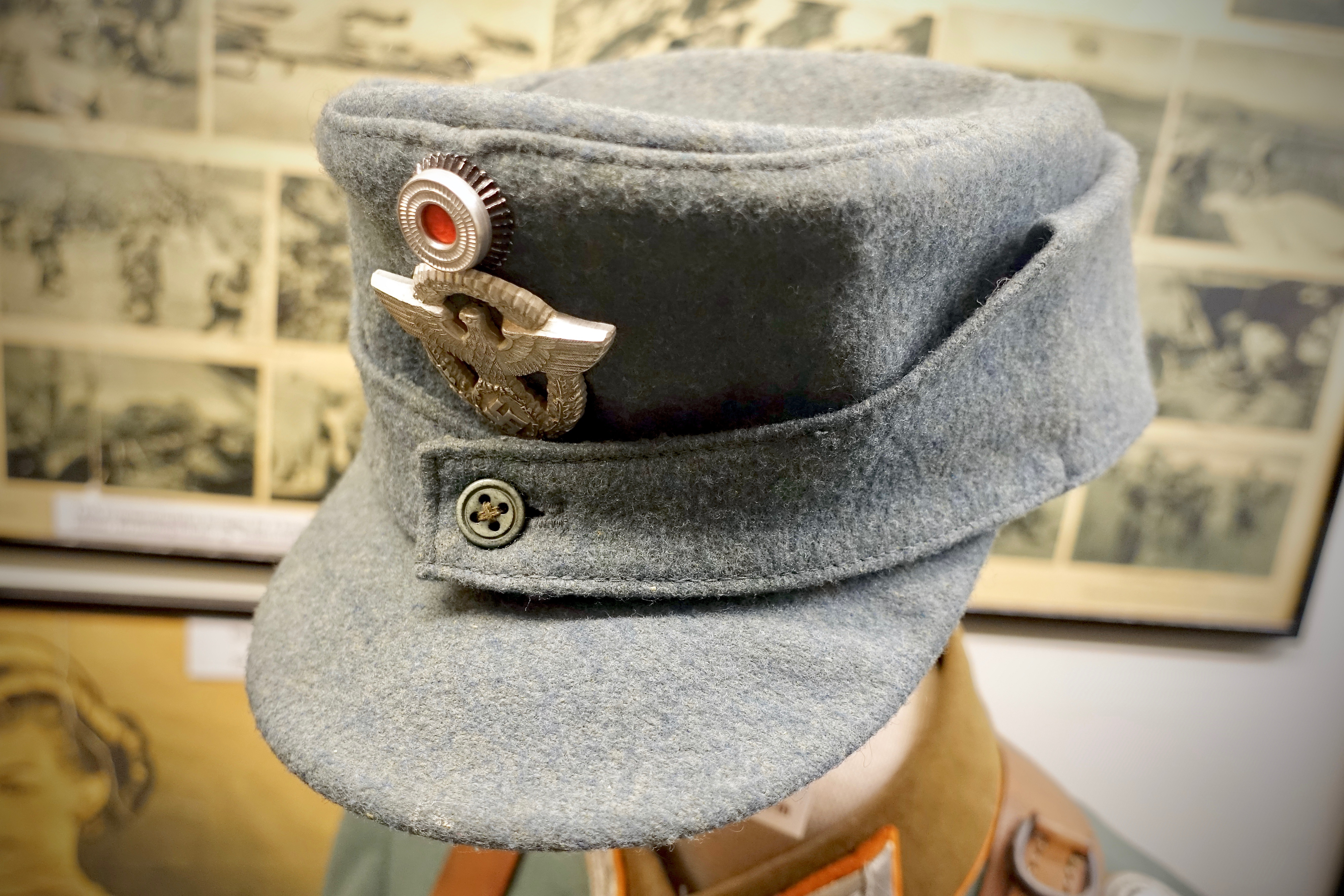
秩序警察の規格帽
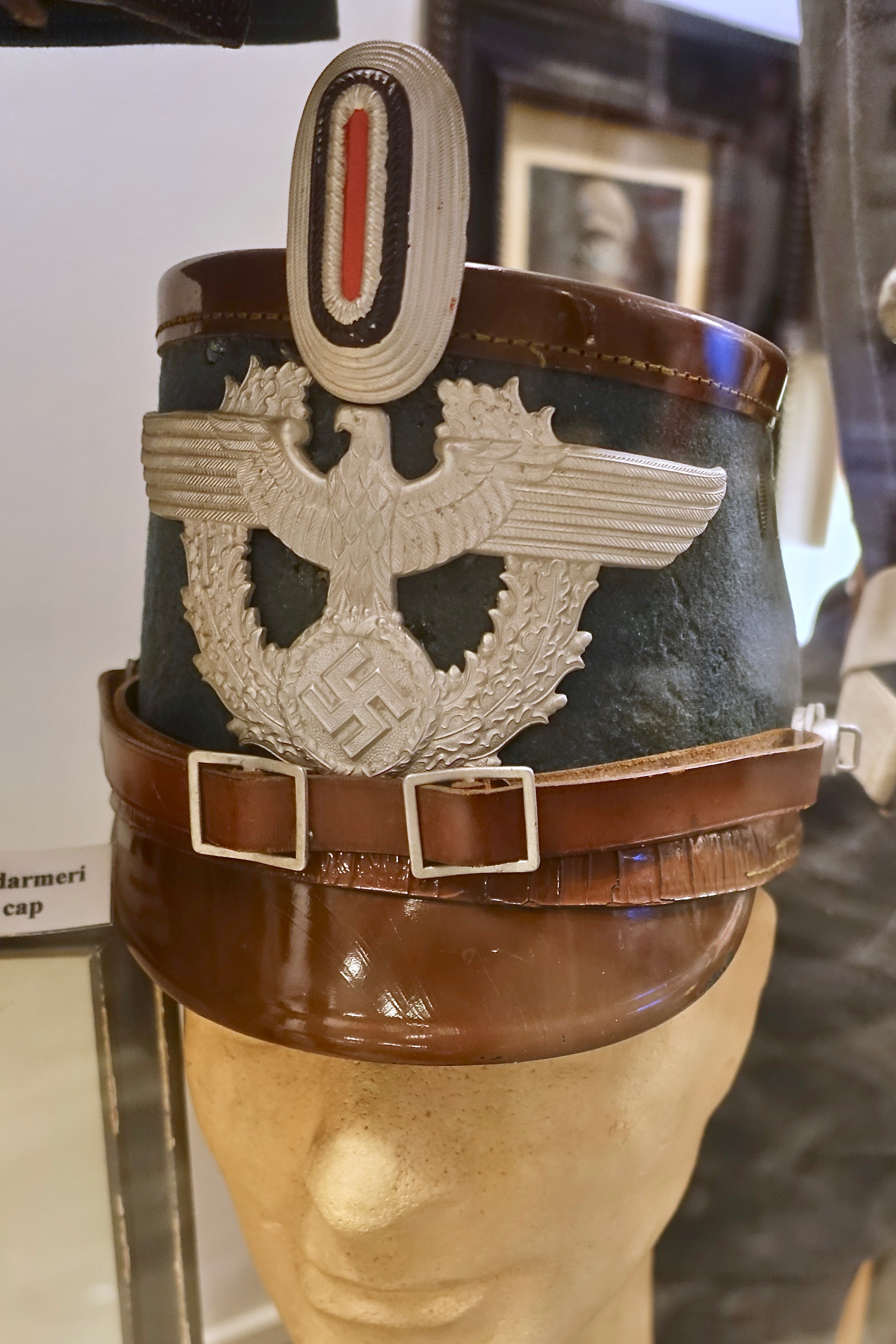
秩序警察のシャコー帽

### ドイツ連邦軍

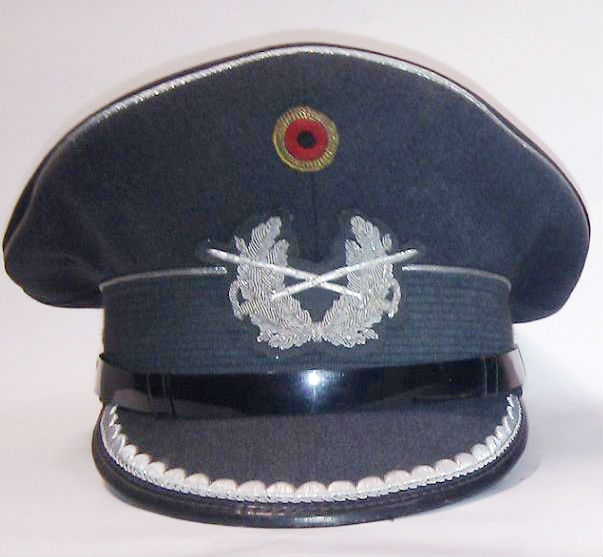
陸軍将校の前期型制帽、つばの縁飾りは尉官を示す
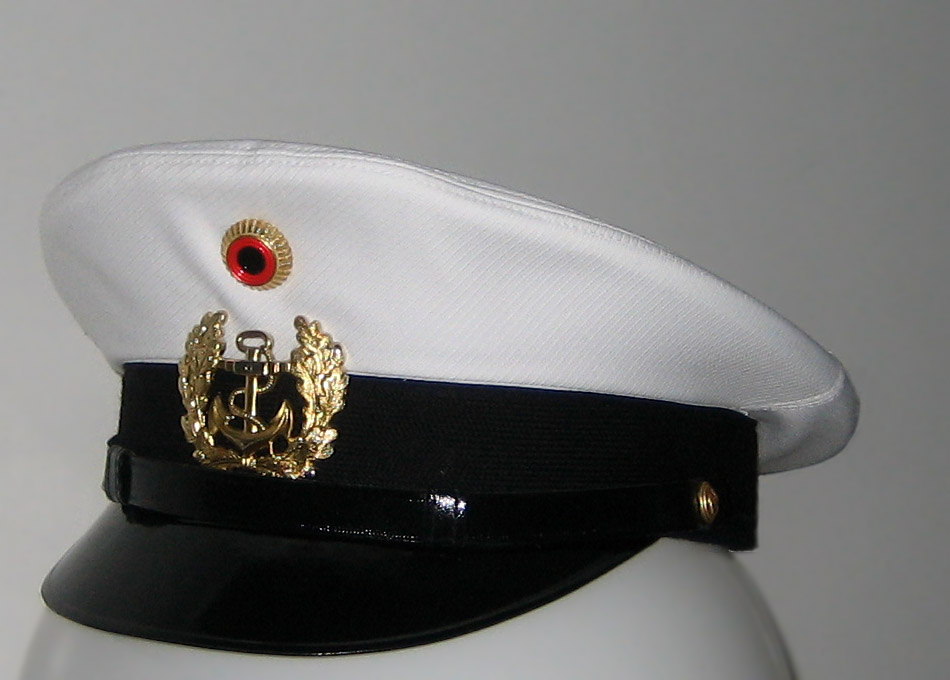
海軍下士官の制帽
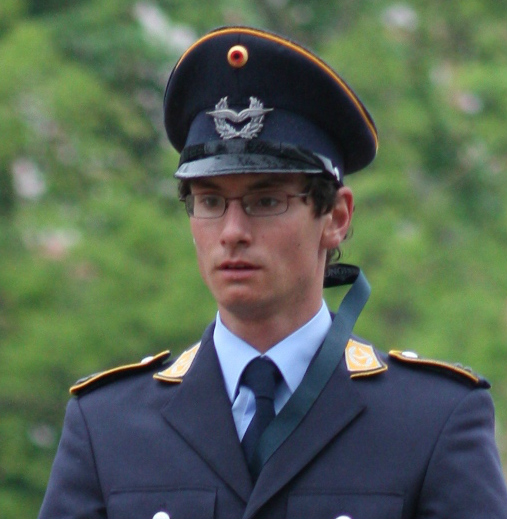
空軍兵卒の制帽

### 旧日本軍

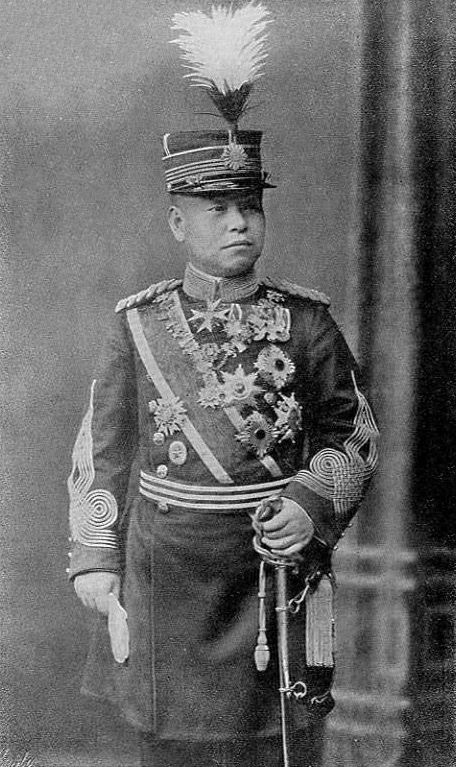
陸軍の儀礼用の第一種帽（シャコー帽）を被る明治期の士官。モデルは久邇宮邦彦王。
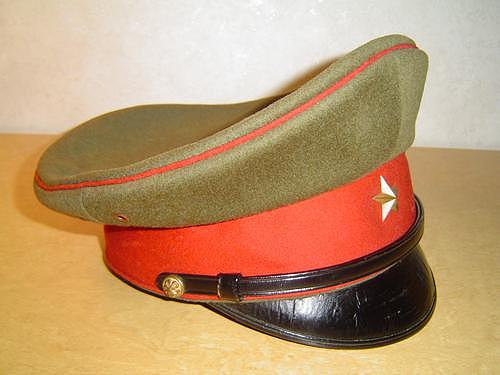
陸軍の昭五式・九八式軍衣期時代の将校制帽
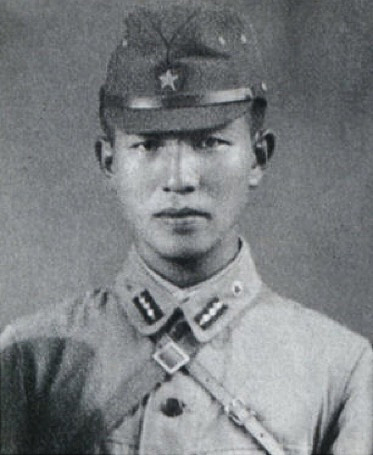
陸軍戦闘帽。大東亜戦争期は将校・兵卒問わず、このような戦闘帽形式の略帽を被った。モデルは小野田寛郎
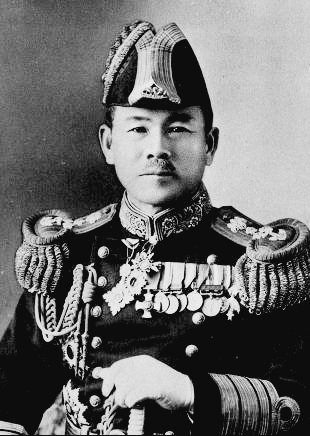
海軍正帽（改正前の名称は大礼帽）である二角帽（仁丹帽）を着用した海軍大将（豊田貞次郎）
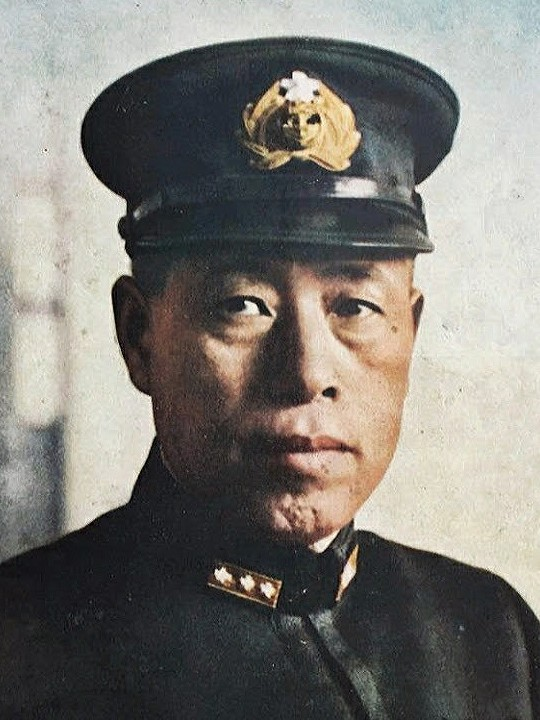
海軍士官第一種軍装の軍帽（改正前の名称は正帽）を着用する海軍大将（山本五十六）
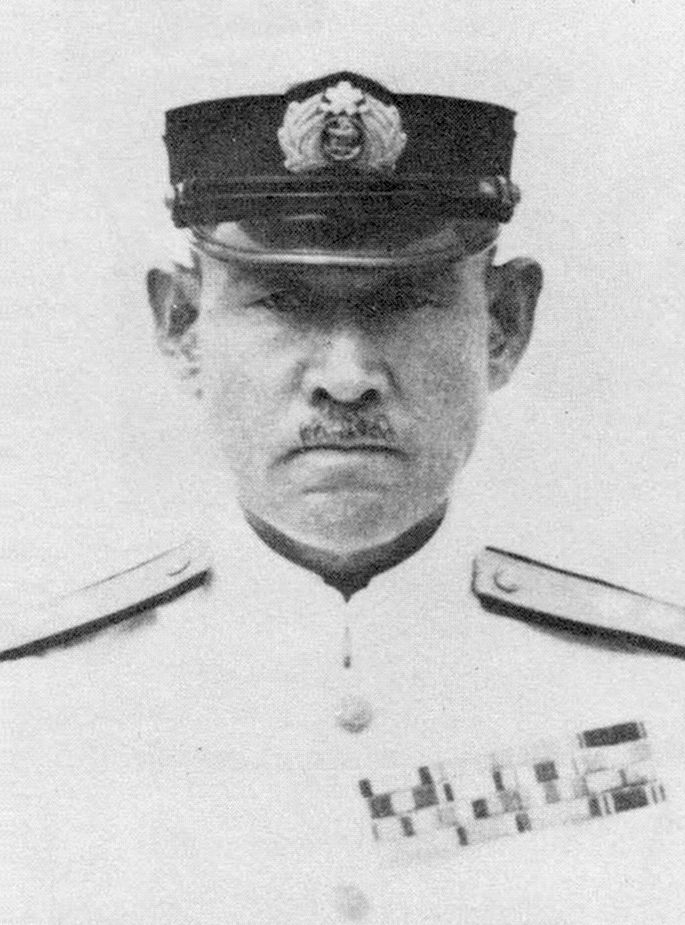
海軍士官第二種軍装の軍帽（日覆を被せている）を着用する海軍大将（井上成美）
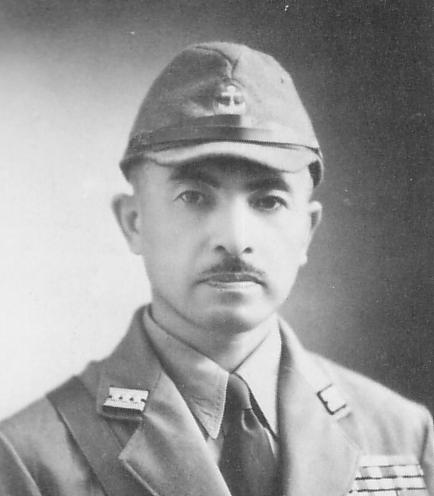
海軍士官略装（後の第三種軍装）の略帽を着用した海軍大佐（犬塚惟重）
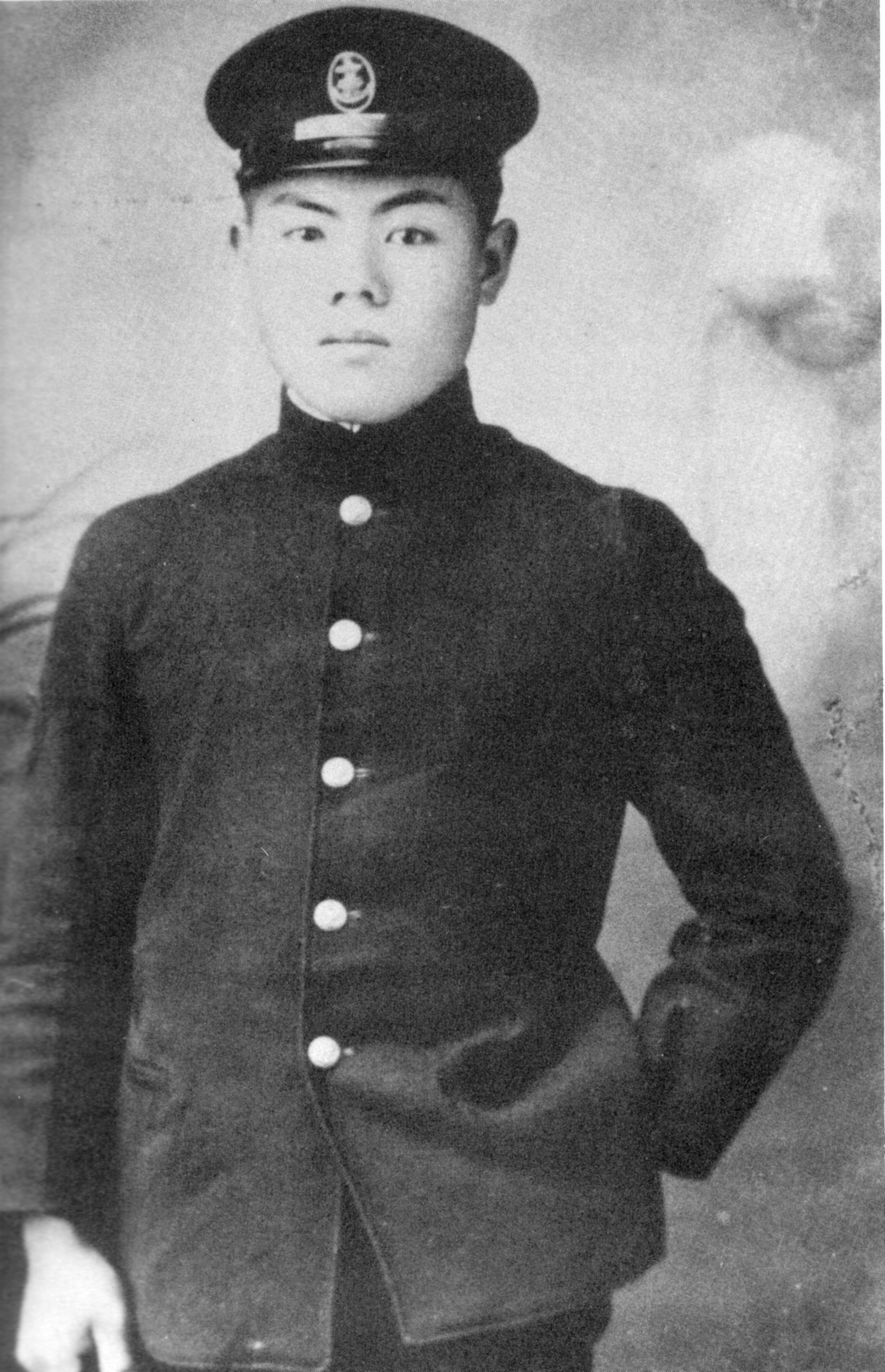
海軍下士官第一種（昭和17年の改正前）の軍帽を着用した下士官（古賀忠義）
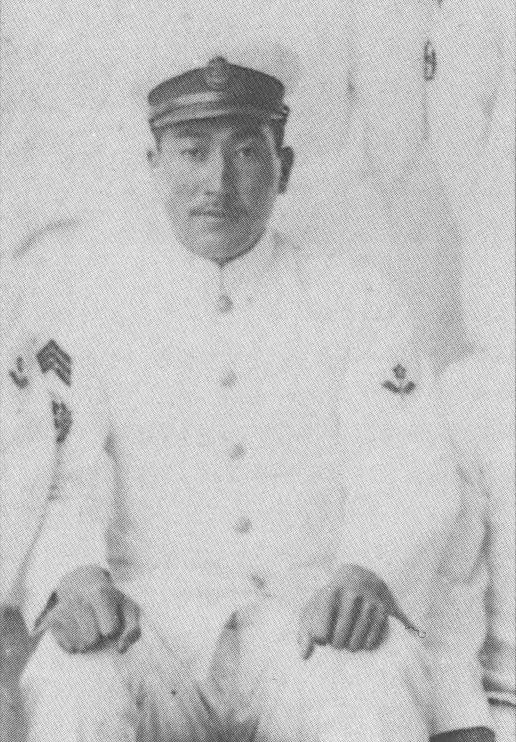
海軍下士官第二種軍装（昭和17年の改正前。日覆を被せている）の軍帽を着用した下士官
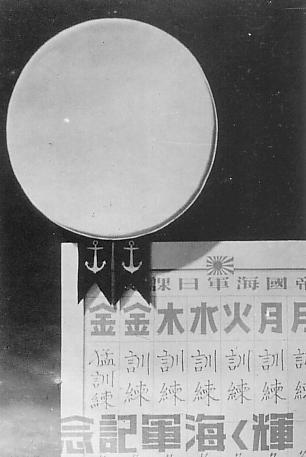
海軍兵第二種軍装の軍帽（セーラー帽、大黒式帽）
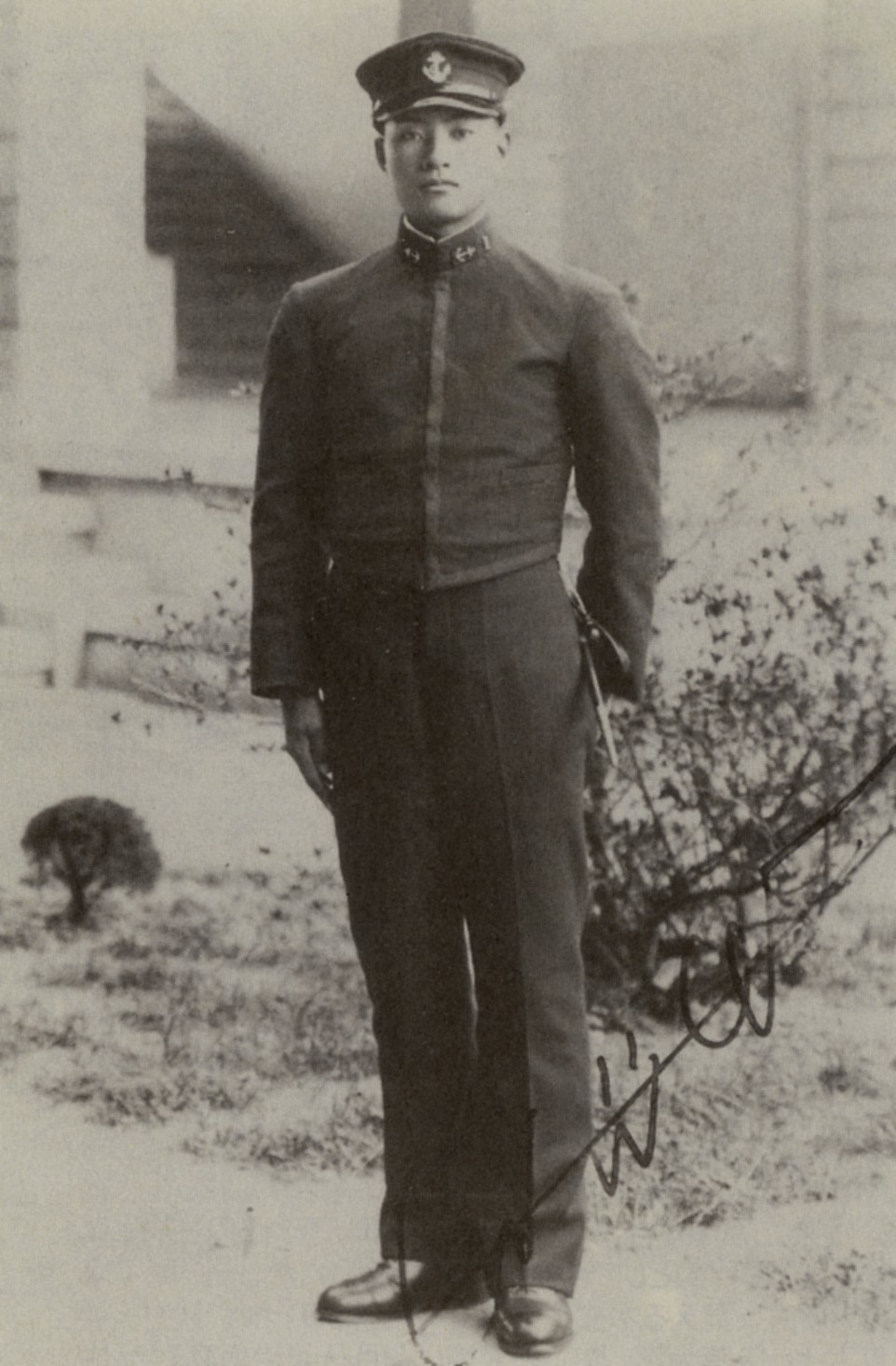
海軍第一種軍装の軍帽を着用する海軍生徒（関行男）

### 自衛隊

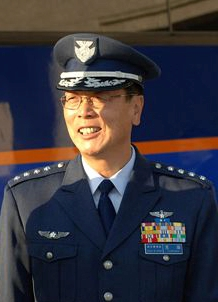
正規の制帽である正帽を被る吉田正航空幕僚長
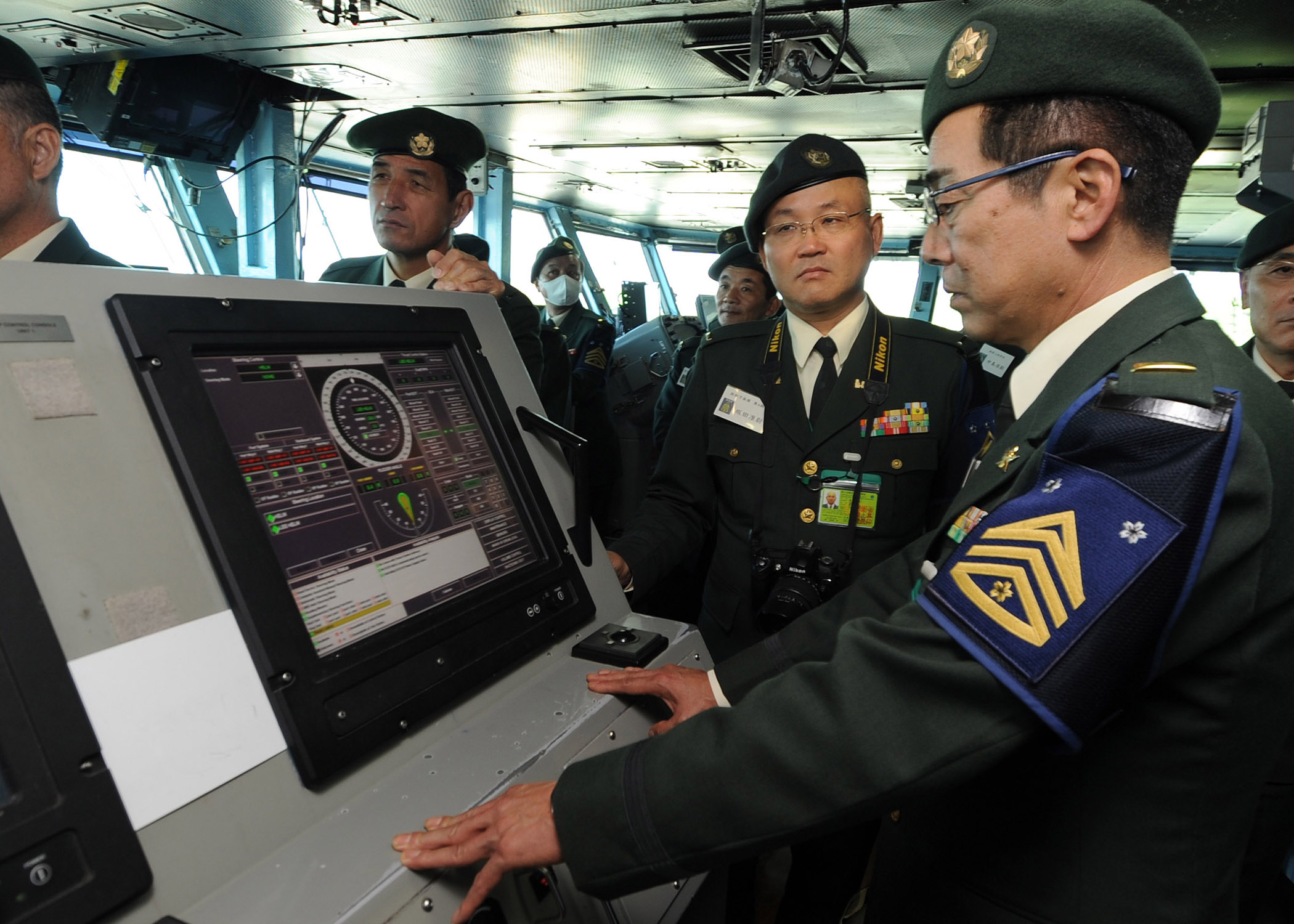
略帽として陸自で制定されるベレー帽を被る先任上級曹長。
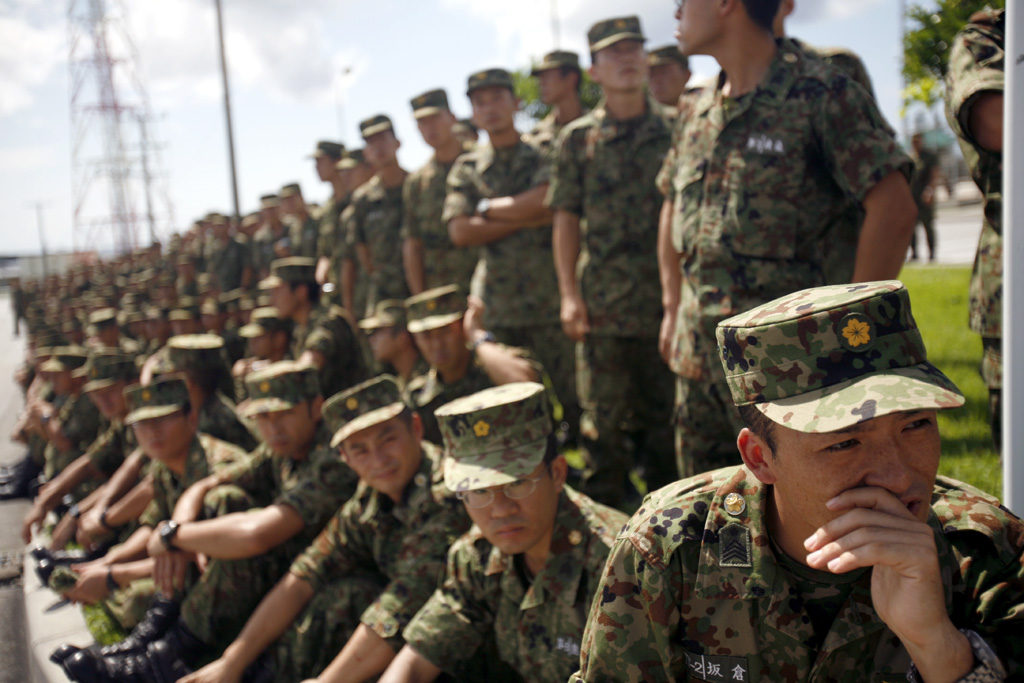
戦闘帽として陸自で制定されるケピ帽形式のパトロールキャップを被る陸上自衛官たち。
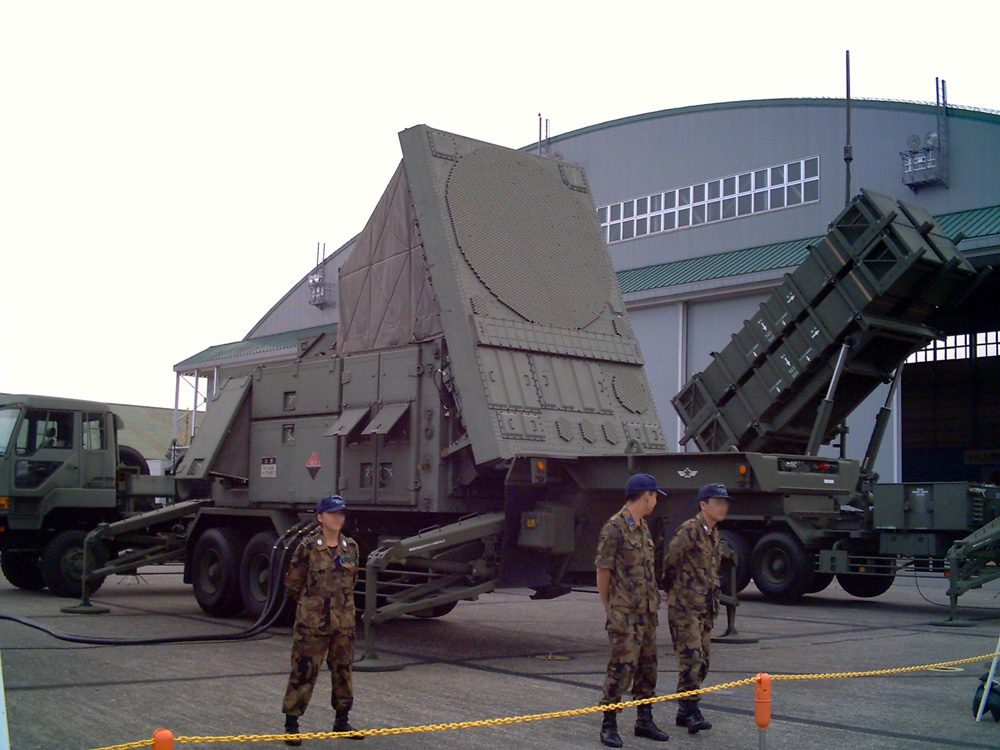
（参考）部隊レベルで独自に製造する野球帽形式の部隊識別帽を被る隊員。正確にはこれは制帽には含まれない。航空自衛隊入間基地のペトリオット分隊
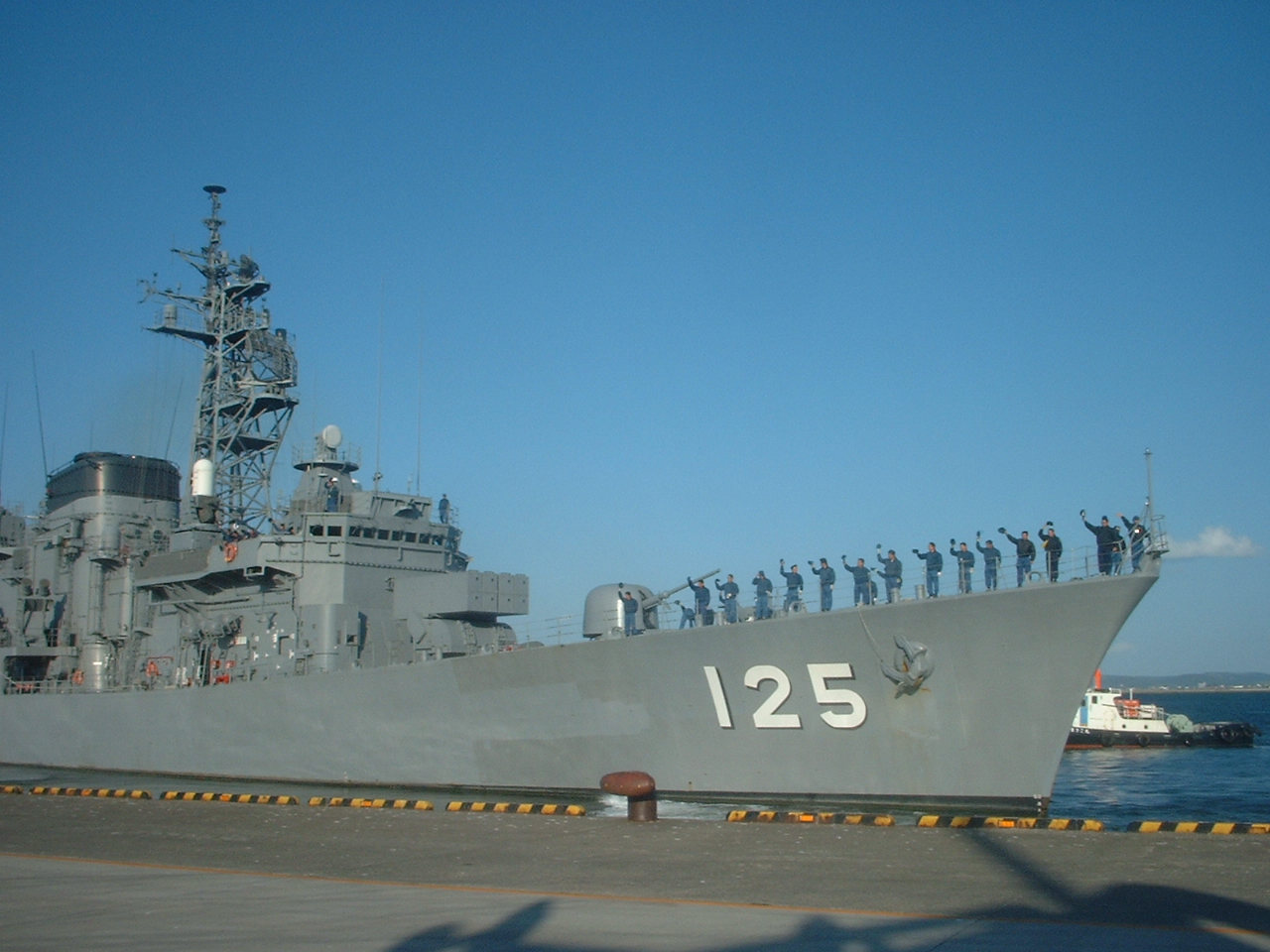
海上自衛隊では艦船の出航等に『帽振れ』と呼ばれる見送りが行われる。

### 日本警察

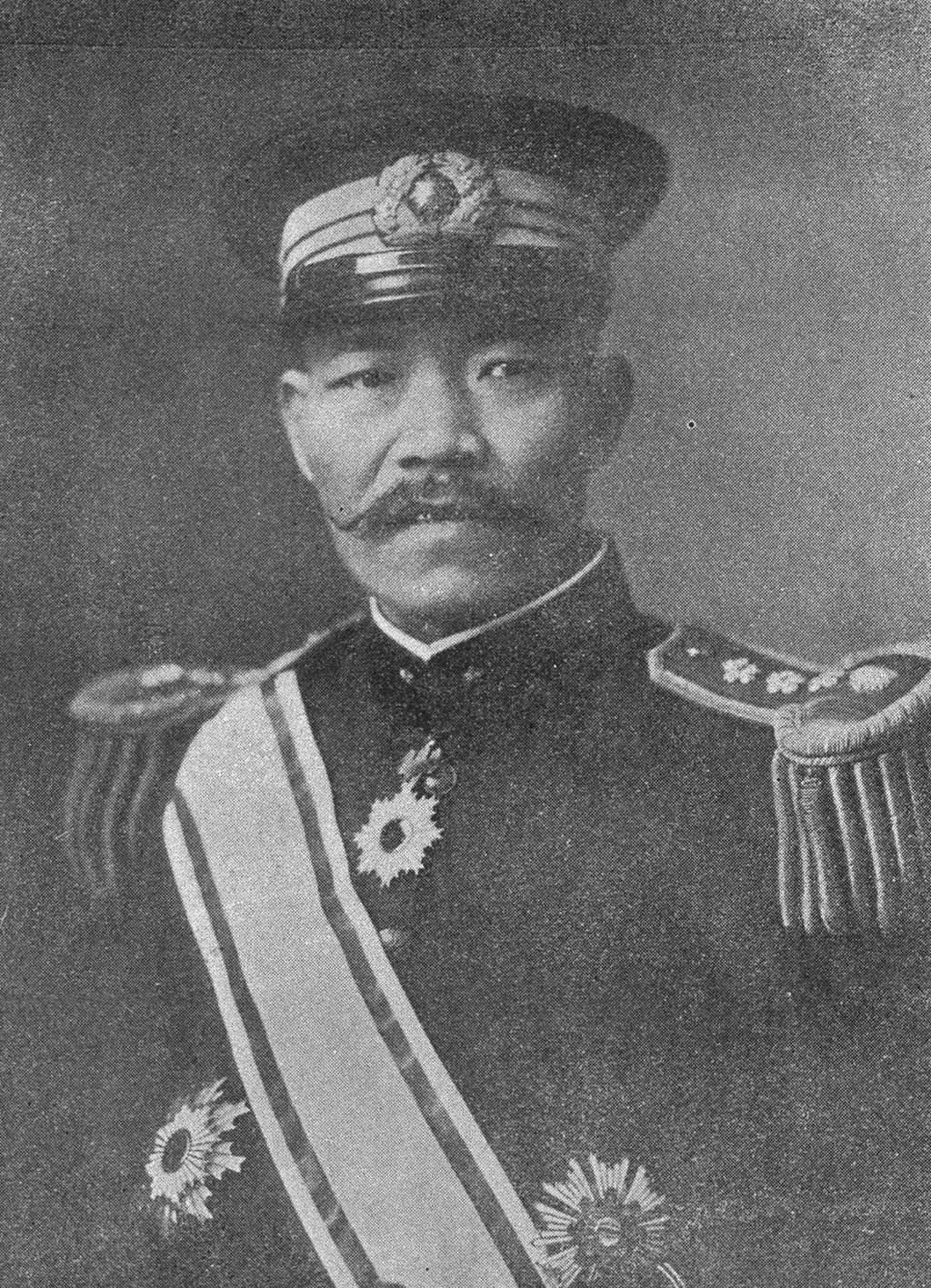
亀井英三郎(1913年頃)
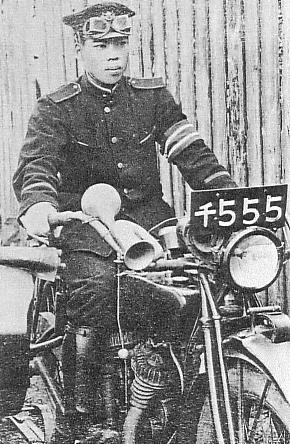
白バイ隊員の前身の赤バイ隊員（1925年頃）
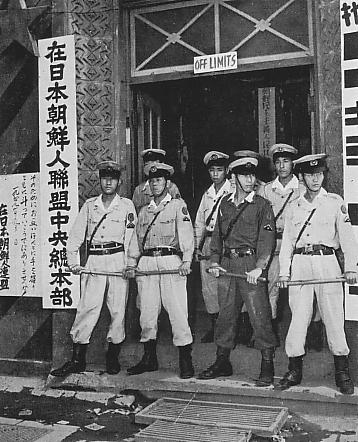
戦後直後の頃の警察官（1949年）
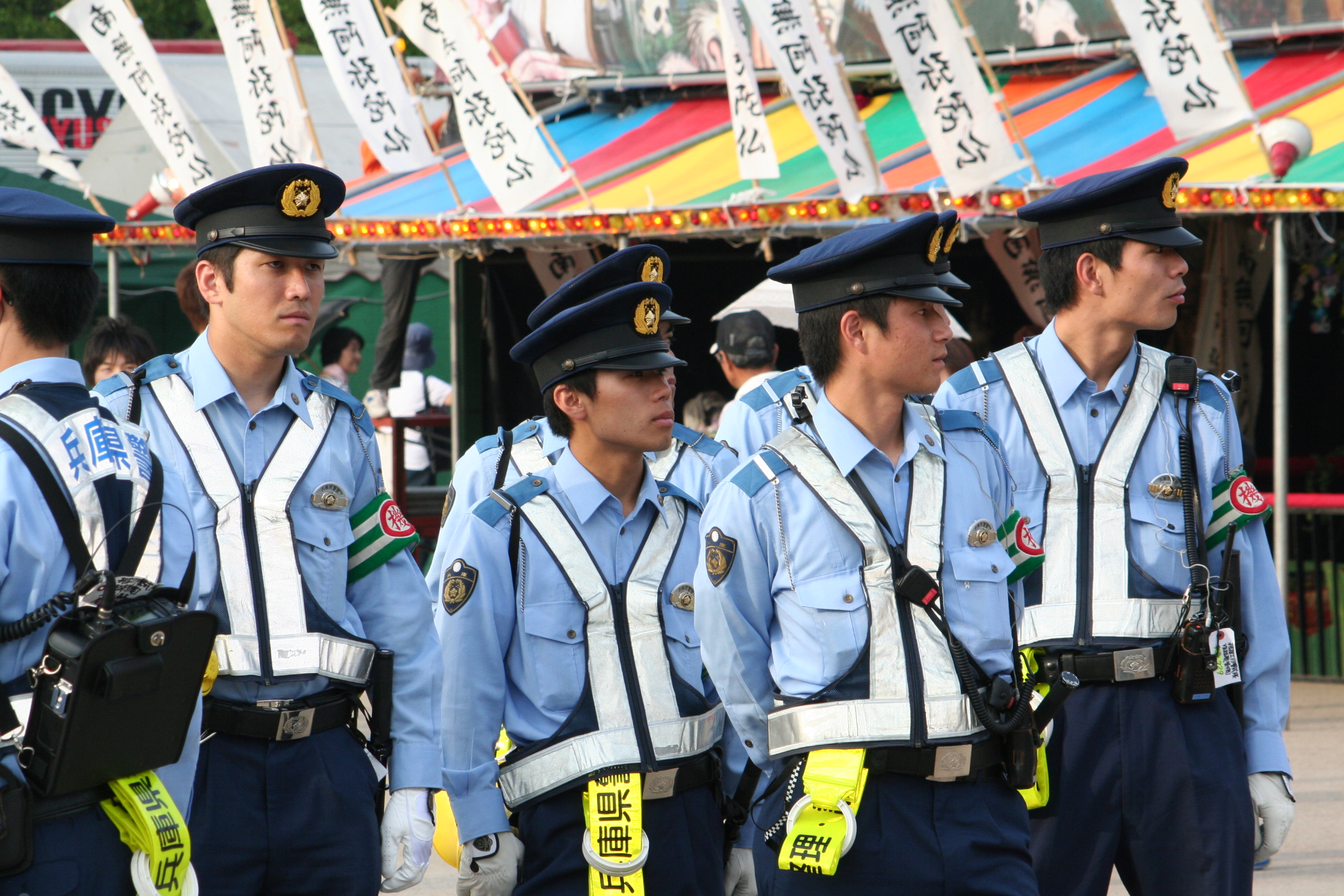
兵庫県警（2010年）
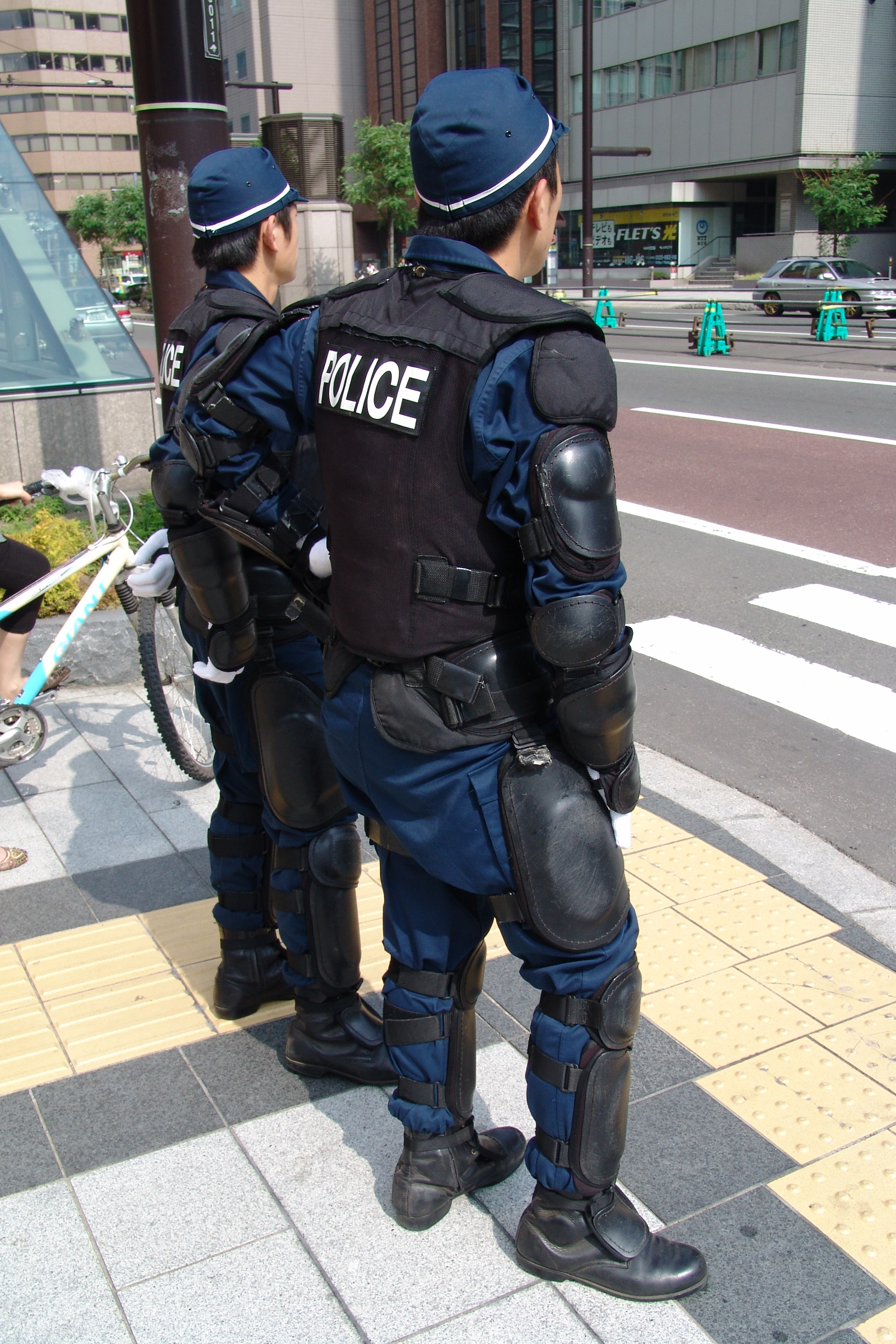
略帽